# Liste der Biografien/Herr
Liste der Biografien |
Portal Biografien |
Personensuche
# |
A |
B |
C |
D |
E |
F |
G |
H |
I |
J |
K |
L |
M |
N |
O |
P |
Q |
R |
S |
T |
U |
V |
W |
X |
Y |
Z |
?
 
Ha |
Hd |
He |
Hi |
Hj |
Hk |
Hl |
Hm |
Hn |
Ho |
Hr |
Hs |
Ht |
Hu |
Hv |
Hw |
Hy
 
Hea |
Heb |
Hec |
Hed |
Hee |
Hef |
Heg |
Heh |
Hei |
Hej |
Hek |
Hel |
Hem |
Hen |
Heo |
Hep |
Heq |
Her |
Hes |
Het |
Heu |
Hev |
Hew |
Hex |
Hey |
Hez
 
Hera |
Herb |
Herc |
Herd |
Here |
Herf |
Herg |
Herh |
Heri |
Herj |
Herk |
Herl |
Herm |
Hern |
Hero |
Herp |
Herq |
Herr |
Hers |
Hert |
Heru |
Herv |
Herw |
Herx |
Hery |
Herz
Die Liste der Biografien führt alle Personen auf, die in der deutschsprachigen Wikipedia einen Artikel haben. Dieses ist eine Teilliste mit 830 Einträgen von Personen, deren Namen mit den Buchstaben „Herr“ beginnt.

## Herr
- Herr Hermes (* 1974), österreichischer Moderator, Entertainer und DJHerr Hermes (* 1974)

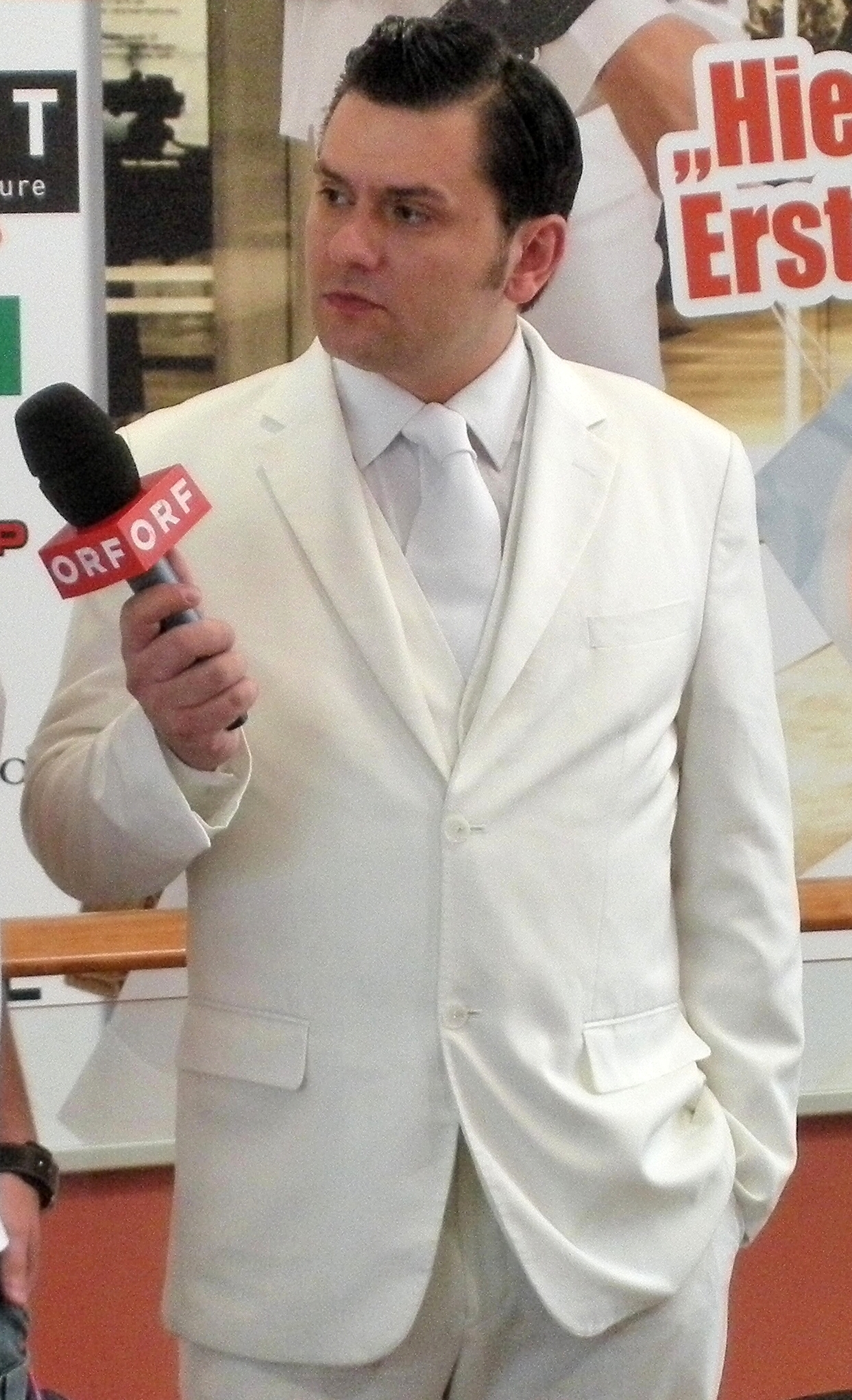
Herr Hermes (* 1974)

- Herr Seele (* 1959), belgischer Cartoonist
- Herr Tischbein, österreichischer Musiker
- Herr, Albert (1840–1912), deutscher Verwaltungsbeamter und Parlamentarier
- Herr, Alexander (* 1978), deutscher Skispringer
- Herr, Arthur (1891–1986), deutscher Bibliothekar und Volksbildner
- Herr, Beth (* 1964), US-amerikanische Tennisspielerin
- Herr, Caroline (* 1965), deutsche Wissenschaftlerin und Hochschullehrerin
- Herr, Claudia (* 1970), deutsche Mezzosopranistin
- Herr, Corinna (* 1965), deutsche Musikwissenschaftlerin
- Herr, Dominique (* 1965), Schweizer Fussballspieler
- Herr, Edmund (* 1937), deutscher Fußballspieler
- Herr, Gigi (1942–2023), deutsche Schauspielerin
- Herr, Hans (1871–1936), deutscher Konteradmiral der Kaiserlichen Marine
- Herr, Hans-Otto (1955–2021), deutscher Versicherungsmathematiker und Schachspieler
- Herr, Hugh (* 1964), US-amerikanischer Biophysiker und beidseitig amputierter ExtrembergsteigerHugh Herr (* 1964)

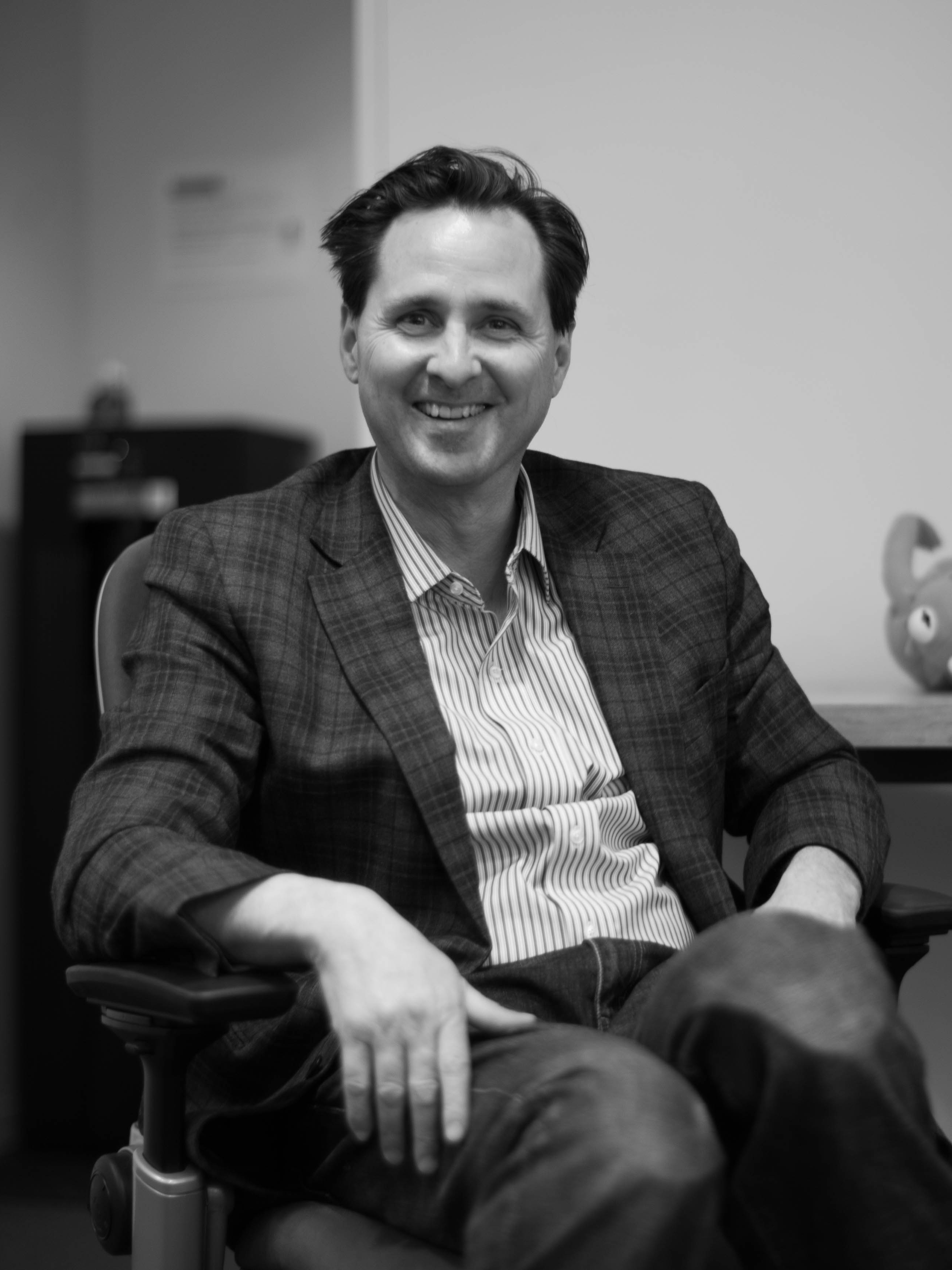
Hugh Herr (* 1964)

- Herr, Ingrid (* 1962), deutsche Biologin, Professorin und Wissenschaftlerin
- Herr, Jakob (1867–1950), deutscher römisch-katholischer Priester
- Herr, Josef Philipp (1819–1884), österreichischer Geodät, Astronom und Hochschullehrer
- Herr, Julia (* 1992), österreichische Politikerin (SPÖ)
- Herr, León Antonio (* 1945), kubanischer Radrennfahrer
- Herr, Lucien (1864–1926), französischer Bibliothekar
- Herr, Luke Thomas (* 1994), kanadischer Volleyballspieler
- Herr, Magnus (1841–1919), deutscher Kommunalpolitiker und Abgeordneter des Provinziallandtages der Provinz Hessen-Nassau
- Herr, Markus (* 1982), deutscher Komponist, Dirigent und Pianist
- Herr, Mathias (* 1966), deutscher Jurist, Richter am Bundesgerichtshof
- Herr, Michael, deutscher Arzt und Übersetzer
- Herr, Michael (1591–1661), deutscher Maler und Kupferstecher
- Herr, Michael (1940–2016), US-amerikanischer Schriftsteller und Drehbuchautor
- Herr, Michael (* 1987), deutscher Leichtathlet und Biathlet
- Herr, Michel (* 1949), belgischer Jazzpianist, Komponist und Arrangeur
- Herr, Norbert (1944–2021), deutscher Politiker (CDU), MdL, MdB
- Herr, Richard (1922–2022), US-amerikanischer Historiker
- Herr, Sascha (* 1979), deutscher Politiker (AfD), MdL
- Herr, Theodor (1929–2007), deutscher römisch-katholischer Theologe und Sozialethiker
- Herr, Traugott (1890–1976), deutscher General der Panzertruppe im Zweiten Weltkrieg
- Herr, Trude (1927–1991), deutsche Schauspielerin, Schlagersängerin und TheaterdirektorinTrude Herr (1927–1991)

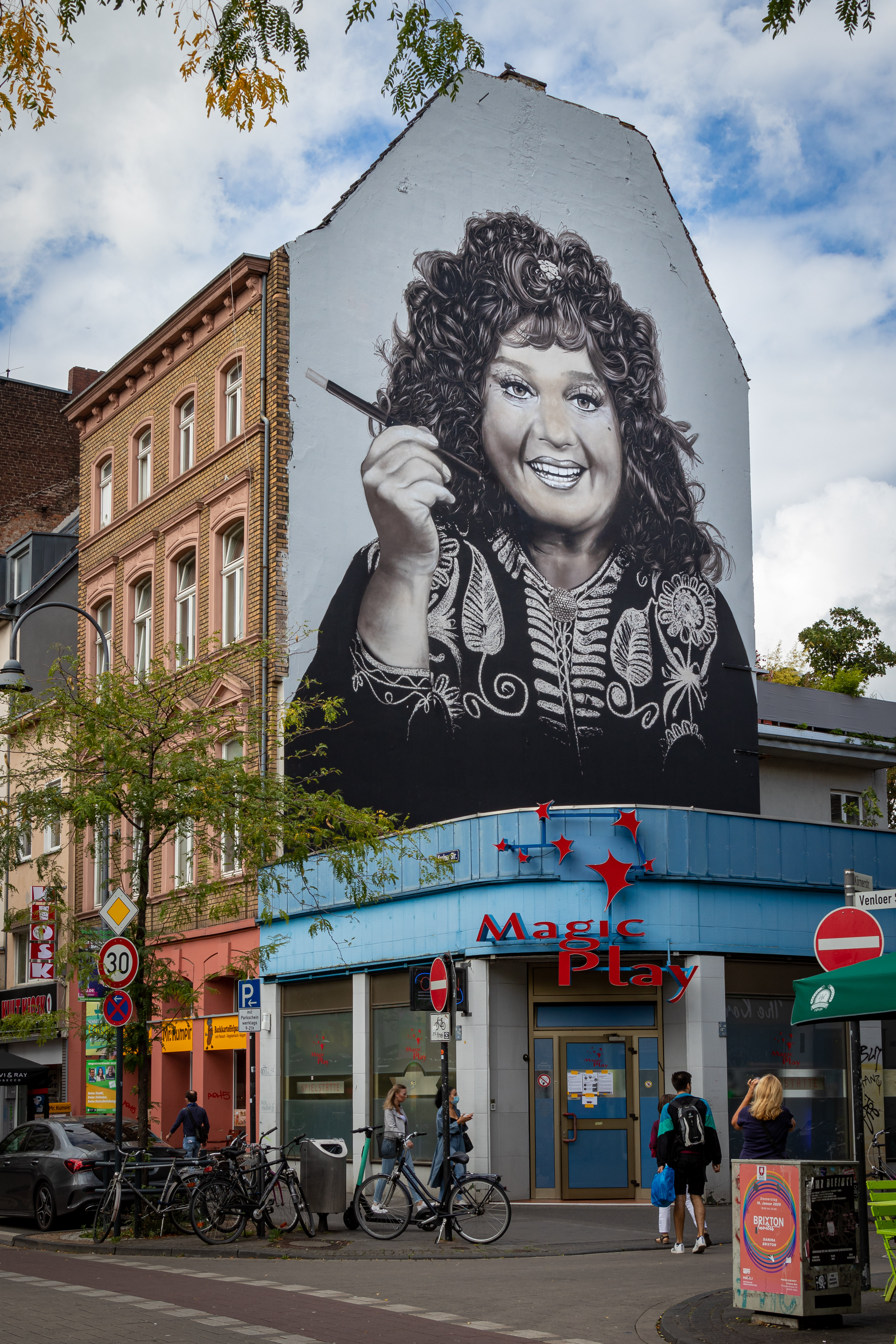
Trude Herr (1927–1991)

- Herr, Valentin (1606–1681), deutscher Chronist, Bürgermeister
- Herr, Valentin (* 1957), deutscher Fußballspieler
- Herr, Vincent-Immanuel (* 1988), deutscher Autor
- Herr, Werner (1917–1989), deutscher Jurist und Kommunalpolitiker (SPD)
- Herr, Willi (1912–1970), deutscher Kommunist und SED-Funktionär in der DDR
- Herr, Wolfgang (* 1965), deutscher Internist, Onkologe und Hochschullehrer
- Herr-Beck, Maria (1928–2015), deutsche Politikerin (CDU), MdL

### Herra
- Herrad von Landsberg († 1195), Äbtissin und Schriftstellerin im Hochmittelalter
- Herrada Armijo, Juan Bautista (1922–2002), chilenischer römisch-katholischer Ordensgeistlicher, Prälat von Calama und Weihbischof in Antofagasta
- Herrada, Jesús (* 1990), spanischer Radrennfahrer
- Herrada, José (* 1985), spanischer Radrennfahrer
- Herrada, Pedro (* 1948), mexikanischer Fußballspieler
- Herráez Vegas, Fidel (* 1944), spanischer Geistlicher, emeritierter römisch-katholischer Erzbischof von Burgos
- Herrald, Alex (* 1984), US-amerikanischer Schauspieler, Drehbuchautor und Filmproduzent
- Herrán Guinchard, Saturnino (1887–1918), mexikanischer Maler
- Herran, Jean Victor (1803–1887), honduranischer Diplomat
- Herrán, Jorge (1897–1969), uruguayischer Architekt und Politiker
- Herrán, Miguel (* 1996), spanischer Schauspieler und Gewinner des GoyaMiguel Herrán (* 1996)

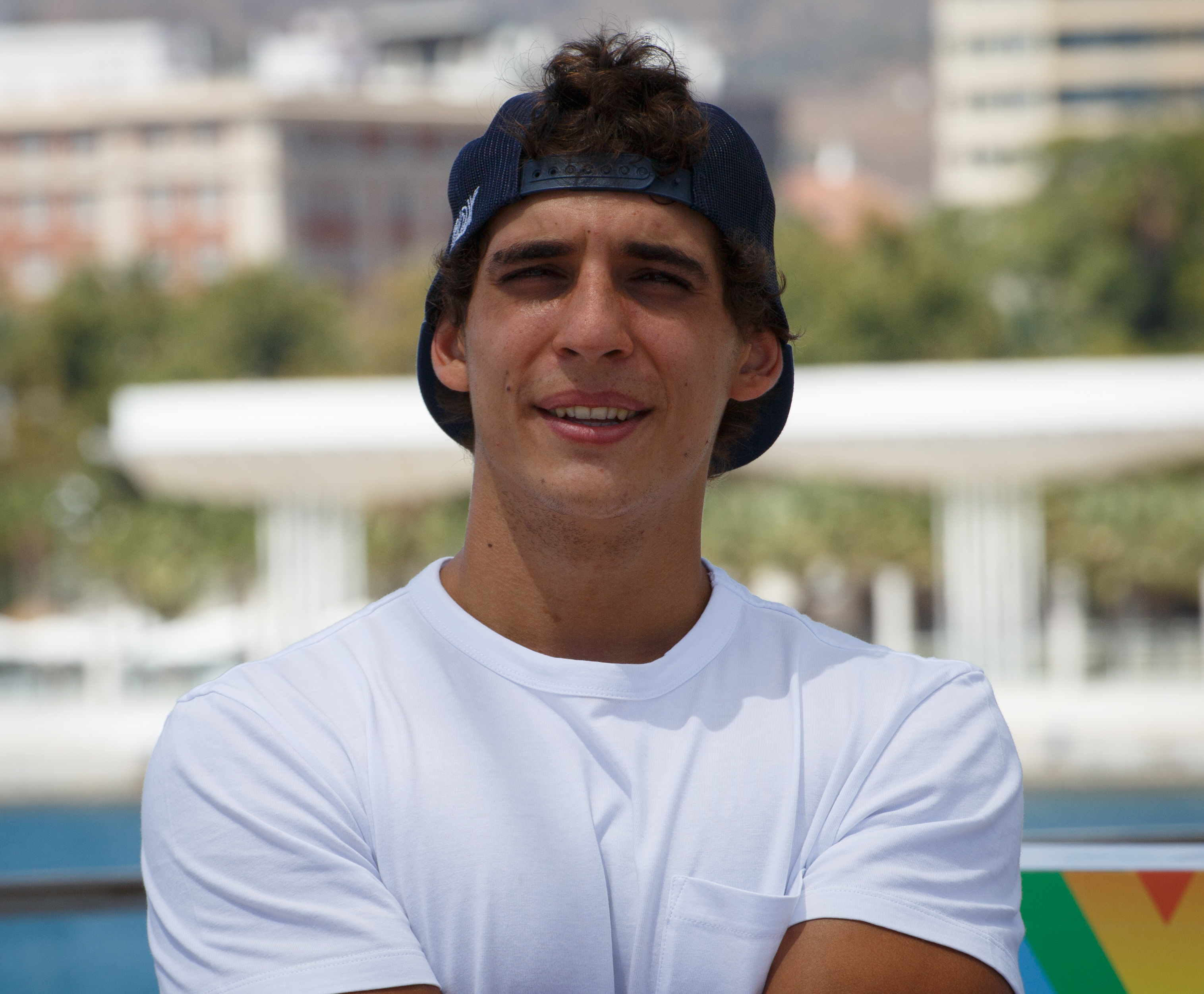
Miguel Herrán (* 1996)

- Herrand († 1065), Bischof von Straßburg
- Herrand († 1102), schwäbischer Geistlicher, Abt von Ilsenburg und Bischof von Halberstadt
- Herrand I., steirischer Ministeriale
- Herrand II., steirischer Ministerialer, Politiker und Minnesänger
- Herrand, Marcel (1897–1953), französischer Schauspieler
- Herrando, José († 1763), spanisch-valencianischer Violinist und Komponist des Barock
- Herranz García, María Esther (* 1969), spanische Politikerin (PP), MdEP
- Herranz, Julián (* 1930), spanischer Kardinal der römisch-katholischen Kirche
- Herrath, Dietrich von (* 1940), deutscher Arzt und Publizist

### Herrb
- Herrbruck, Gertrud (1926–2021), deutsche Schwimmerin

### Herrc
- Herrchen, Jean (1891–1970), deutscher Politiker (NSDAP) und Landrat des Untertaunuskreises

### Herrd
- Herrdin, Arthur (1918–1995), schwedischer Skilangläufer

### Herre
- Herre, Albert William (1868–1962), amerikanischer Ichthyologe
- Herre, Anton (1910–1993), deutscher Theologe
- Herre, Franz (* 1926), deutscher Historiker und Publizist
- Herre, Heinz (1909–1988), deutscher Offizier
- Herre, Hermann (1864–1921), deutscher Historiker
- Herre, Irene (* 1944), deutsche Malerin
- Herre, Johanne Sophie (1706–1796), Reichsgräfin von Anhalt und Ehefrau von Wilhelm Gustav, Erbprinz von Dessau
- Herre, Max (1888–1956), deutscher Musikschriftsteller
- Herre, Max (* 1973), deutscher Rapper, Singer-Songwriter und MusikproduzentMax Herre (* 1973)

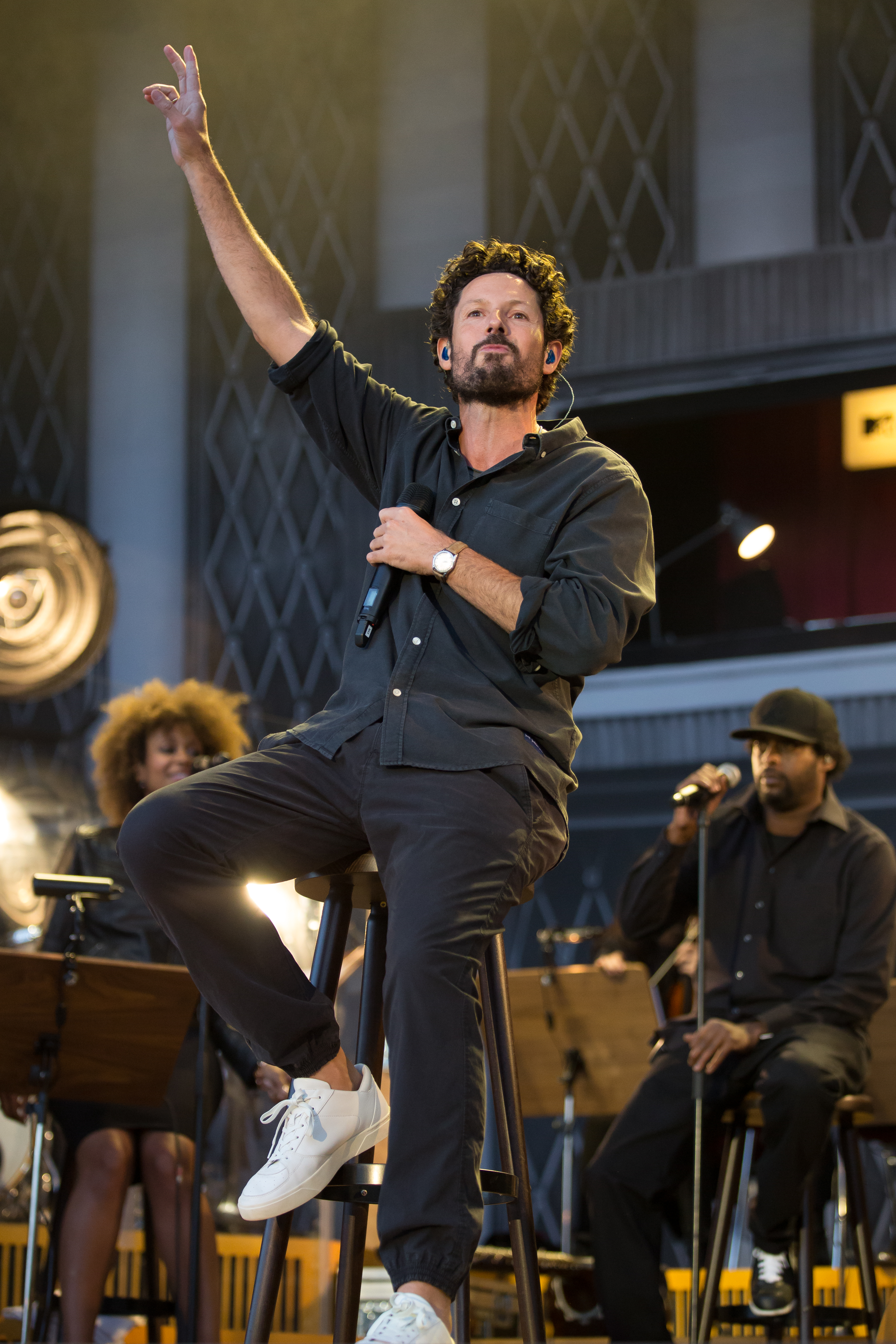
Max Herre (* 1973)

- Herre, Paul (1876–1962), deutscher Historiker
- Herre, Richard (1885–1959), deutscher Maler, Grafiker und Architekt
- Herre, Stefan (* 1965), deutscher Blogger
- Herre, Stefan (* 1992), deutscher Politiker (AfD, parteilos), MdL
- Herre, Volkmar (* 1943), deutscher Fotograf
- Herre, Wolf (1909–1997), deutscher Zoologe, Rektor der Universität Kiel
- Herregodts, Rune (* 1998), belgischer Radsportler
- Herreid, Charles N. (1857–1928), US-amerikanischer Politiker
- Herrell, Yvette (* 1964), US-amerikanische Politikerin der Republikanischen Partei
- Herrem, Camilla (* 1986), norwegische Handballspielerin
- Herrem, Geir André (* 1988), norwegischer Fußballspieler
- Herreman, Nathalie (* 1966), französische Tennisspielerin
- Herremans, Marc (* 1973), belgischer Triathlet
- Herren, Alessia (* 2002), deutsche Reality-TV-Teilnehmerin
- Herren, Beat (* 1969), Schweizer Musikproduzent, DJ, Live-Act und Labelbetreiber
- Herren, Chris (* 1975), US-amerikanischer Basketballspieler
- Herren, Franz (1900–1983), deutscher Agrarwissenschaftler und Ministerialbeamter
- Herren, Hans Rudolf (* 1947), Schweizer Entomologe, Pionier der biologischen Schädlingsbekämpfung
- Herren, Jasmin (* 1978), deutsche Fernsehdarstellerin und SchlagersängerinJasmin Herren (* 1978)
- Herren, Marc A. (* 1976), Schweizer Autor

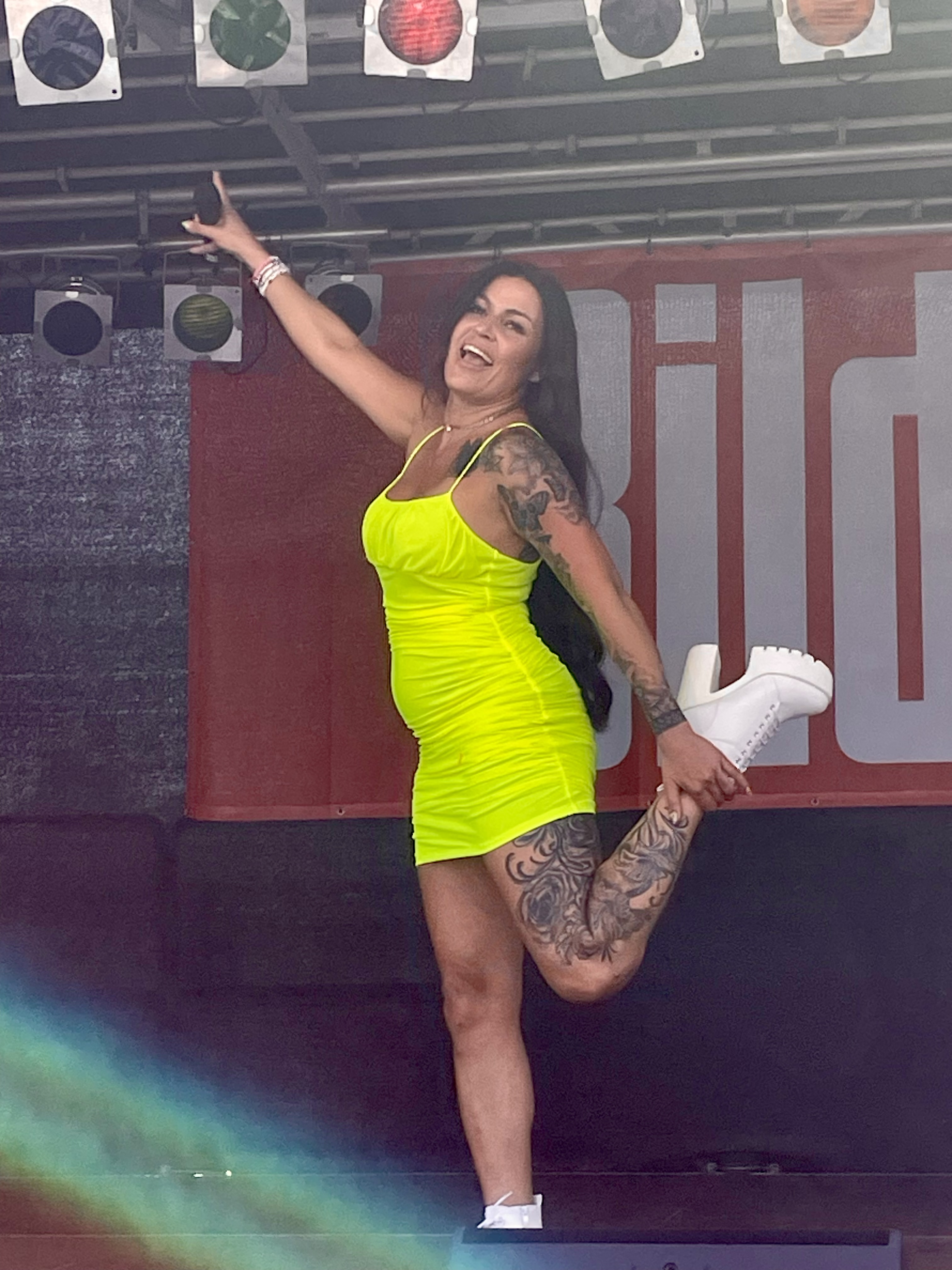
Jasmin Herren (* 1978)

- Herren, Michael (* 1940), kanadischer Klassischer und Mittellateinischer Philologe
- Herren, Thomas W. (1895–1985), US-amerikanischer Generalleutnant (U.S. Army)
- Herren, Willi (1975–2021), deutscher Entertainer, Schauspieler und Schlagersänger
- Herren, Yannick (* 1991), Schweizer Eishockeyspieler
- Herren-Oesch, Madeleine (* 1956), Schweizer Historikerin
- Herrenberger, Hermann (1881–1953), deutscher Architekt und kommunaler Baubeamter
- Herrenberger, Justus (1920–2014), deutscher Architekt und Hochschullehrer
- Herrenberger, Marcus (* 1955), deutscher Buchillustrator, Autor und Comic-Zeichner
- Herrenbrück, Anja (* 1974), deutsche Hörspielregisseurin und -autorin
- Herrenbrück, Walter junior (1939–2021), deutscher evangelisch-reformierter Theologe
- Herrenbrück, Walter senior (1910–1978), deutscher evangelisch-reformierter Theologe
- Herrenburg, Johann Andreas (1824–1906), deutscher Architektur-, Landschafts- sowie Orientmaler
- Herrendorf, Berthold (1964–2022), deutscher Ökonom und Hochschullehrer
- Herrenknecht, Martin (* 1942), deutscher Unternehmer
- Herrenknecht, Wilhelm (1865–1941), deutscher Arzt, Zahnmediziner und Hochschullehrer
- Herrenschneider, Emil Alphons (1823–1899), evangelischer Pfarrer, Lokalhistoriker des Elsaß
- Herrenschneider, Johann Ludwig Alexander (1760–1843), deutscher Meteorologe, Mathematiker, Astronom und Physiker
- Herrenschneider, Johannes (1723–1802), lutherischer Geistlicher in Straßburg und Hofprediger in der Grafschaft Gaugrehweiler
- Herrenschwand, Anton Gabriel von († 1785), Schweizer Arzt
- Herrenschwand, Friedrich von (1881–1959), österreichischer Augenarzt und Medizinhistoriker in Innsbruck
- Herrenschwand, Johann Anton von (1764–1835), Schweizer Militärperson und Politiker
- Herrenschwand, Johann Friedrich von (1715–1798), Schweizer Arzt
- Herrera Abreu, Johanelis (* 1995), italienische Leichtathletin
- Herrera Aguirre, Eduardo (* 1988), mexikanischer Fußballspieler
- Herrera Allepuz, Pablo (* 1982), spanischer Beachvolleyballspieler
- Herrera Arredondo, Alejandro (* 1970), mexikanischer Fußballtorhüter
- Herrera Báez, Porfirio (* 1915), dominikanischer Politiker und Diplomat
- Herrera Beutler, Jaime (* 1978), US-amerikanische Politikerin der Republikanischen Partei
- Herrera Bueno, Eduardo (1914–1991), spanischer Fußballspieler
- Herrera Campíns, Luís (1925–2007), venezolanischer Politiker, Präsident von Venezuela
- Herrera Carbuccia, Olga Venecia (* 1956), dominikanische Juristin, Richterin am Internationalen Strafgerichtshof
- Herrera Corona, Javier (* 1968), mexikanischer Geistlicher, römisch-katholischer Erzbischof und Diplomat des Heiligen Stuhls
- Herrera de Huerta, Pablo (1868–1940), mexikanischer Botschafter
- Herrera de la Fuente, Luis (1916–2014), mexikanischer Dirigent, Violinist und Komponist
- Herrera Diaz, Evenzio (* 1955), spanischer Franziskaner, Patriarchalvikar für Zypern im Lateinischen Patriarchat von Jerusalem
- Herrera Frimont, Celestino, mexikanischer Botschafter
- Herrera Garrido, Francisca (1869–1950), spanische Schriftstellerin
- Herrera Gutiérrez, Carlos Enrique (* 1948), nicaraguanischer Ordensgeistlicher, römisch-katholischer Bischof von Jinotega
- Herrera Heredia, Néstor Rafael (* 1933), ecuadorianischer Geistlicher, emeritierter Bischof von Machala
- Herrera Herrera, Ramiro Alejandro (* 1963), ecuadorianischer römisch-katholischer Geistlicher, Weihbischof in Portoviejo
- Herrera Linares, Emilio (1879–1967), spanischer Militäringenieur, General, Minister und Physiker
- Herrera Morocho, Jorge (* 1971), ecuadorianischer Agrarwissenschaftler und Verbandsfunktionär
- Herrera Oria, Ángel (1886–1968), spanischer Rechtsanwalt, Politiker, Geistlicher und Kardinal
- Herrera Quiñonez, Jesús José (* 1961), mexikanischer römisch-katholischer Geistlicher, Bischof von Culiacán
- Herrera Restrepo, Bernardo (1844–1928), kolumbianischer Geistlicher, Erzbischof von Bogotá
- Herrera Riera, Eduardo (1927–2012), venezolanischer Geistlicher, römisch-katholischer Bischof von Carora
- Herrera Rojas, Leonel (* 1948), chilenischer Fußballspieler
- Herrera Silva, Leonel (* 1971), chilenischer Fußballspieler
- Herrera Torrez, Markus (* 1988), deutscher Politiker (SPD) und Oberbürgermeister von Wertheim
- Herrera Uslar, José (* 1906), venezolanischer Rechtsanwalt, Diplomat und Unternehmer
- Herrera y Chumacero, Juan de († 1738), Priester, Kapellmeister und Komponist des kolumbianischen Barocks
- Herrera y Díaz del Valle, José Dionisio de la Trinidad de (1781–1850), Staatschef von Honduras und Nicaragua
- Herrera y Díaz del Valle, Justo Vicente José de (1786–1856), honduranischer Politiker, Staatschef von Honduras
- Herrera y Luna, Carlos (1856–1930), guatemaltekischer Präsident
- Herrera y Obes, Julio (1841–1912), Präsident Uruguays
- Herrera y Obes, Lucas, uruguayischer Politiker
- Herrera y Obes, Manuel (1806–1890), uruguayischer Politiker
- Herrera y Obes, Miguel, uruguayischer Politiker
- Herrera y Rivero, Vicente de († 1794), spanischer Vizekönig von Neuspanien
- Herrera y Tordesillas, Antonio de (1549–1625), spanischer Historiker
- Herrera Zeledón, Vicente (1821–1888), costa-ricanischer Politiker und Präsident von Costa Rica (1876–1877)
- Herrera, Abraham Cohen, Religionsphilosoph und Kabbalist
- Herrera, Agustín Adolfo (1912–2000), argentinischer Geistlicher, Bischof von San Francisco
- Herrera, Alex (* 1992), US-amerikanischer Basketballspieler
- Herrera, Alexis (* 1989), venezolanischer Fußballschiedsrichter
- Herrera, Alfonso (* 1983), mexikanischer Sänger und SchauspielerAlfonso Herrera (* 1983)

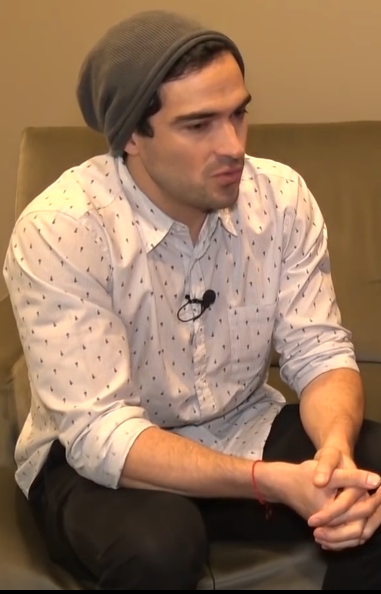
Alfonso Herrera (* 1983)

- Herrera, Alonso de († 1534), spanischer Konquistador und Gouverneur der Provinz Paria
- Herrera, Ander (* 1989), spanischer Fußballspieler
- Herrera, Andrés (* 1996), kolumbianischer Squashspieler
- Herrera, Ángel (* 1957), kubanischer Boxer
- Herrera, Arquímedes (1935–2013), venezolanischer Leichtathlet
- Herrera, Atilio (* 1951), argentinischer Fußballspieler
- Herrera, Balbina (* 1954), panamaische Politikerin
- Herrera, Carl (* 1966), venezolanischer Basketballspieler
- Herrera, Carlos María (1875–1914), uruguayischer Maler
- Herrera, Carmen (1915–2022), kubanisch-US-amerikanische Malerin der konkreten Kunst
- Herrera, Carolina (* 1939), venezolanisch-amerikanische Modedesignerin und UnternehmerinCarolina Herrera (* 1939)

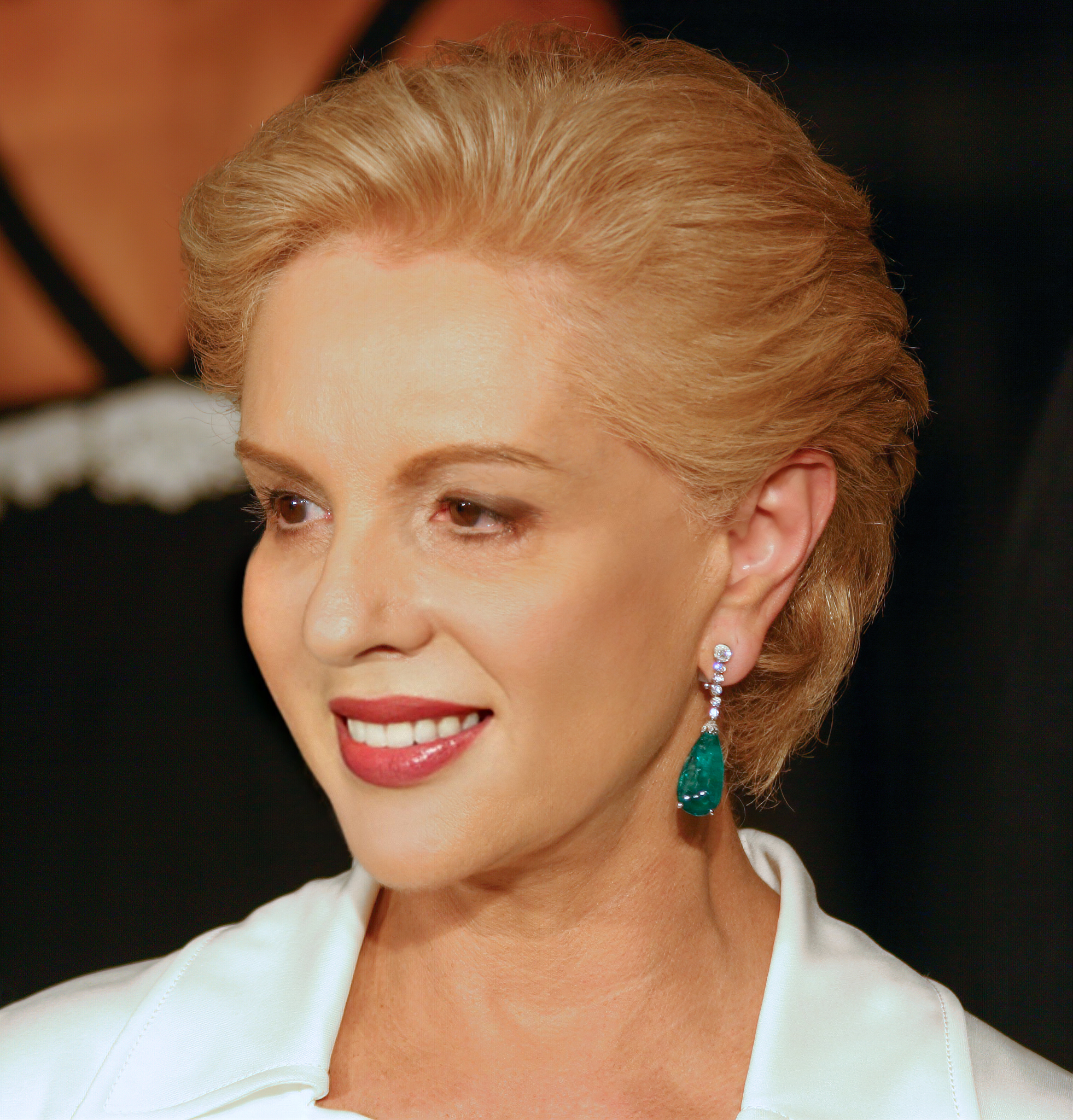
Carolina Herrera (* 1939)

- Herrera, Claudio (* 1988), uruguayischer Fußballspieler
- Herrera, Coral (* 1977), spanische feministische Autorin
- Herrera, Dario (* 1985), argentinischer Fußballschiedsrichter
- Herrera, Eddy (* 1964), dominikanischer Merengue- und Bachatamusiker
- Herrera, Eduardo (* 1944), chilenischer Fußballspieler
- Herrera, Edward (* 1986), maltesischer Fußballspieler
- Herrera, Efraín (* 1959), mexikanischer Fußballspieler
- Herrera, Eladio (1930–2014), argentinischer Boxer
- Herrera, Élder (* 1968), kolumbianischer Straßenradrennfahrer
- Herrera, Emanuel (* 1987), argentinischer Fußballspieler
- Herrera, Enzo (* 1992), uruguayischer Fußballspieler
- Herrera, Ernesto (1889–1917), uruguayischer Dramatiker
- Herrera, Fernando de (1534–1597), spanischer Dichter
- Herrera, Francisco de der Ältere (1576–1656), spanischer Maler
- Herrera, Francisco de der Jüngere (1622–1685), spanischer Maler
- Herrera, Franklin (* 1988), bolivianischer Fußballspieler
- Herrera, Georgina (1936–2021), kubanische Schriftstellerin
- Herrera, Germán (* 1983), argentinischer Fußballspieler
- Herrera, Héctor (* 1959), kubanischer Mittelstreckenläufer und 400-Meter-Staffelläufer
- Herrera, Héctor (* 1990), mexikanischer Fußballspieler
- Herrera, Helenio (1910–1997), argentinisch-französischer Fußballspieler und -trainer
- Herrera, Hélmer (1951–1998), kolumbianischer DrogenhändlerHélmer Herrera (1951–1998)

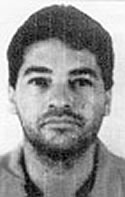
Hélmer Herrera (1951–1998)

- Herrera, Heriberto (1926–1996), paraguayisch-spanischer Fußballspieler und -trainer
- Herrera, Hilda (* 1933), argentinische Pianistin, Komponistin und Musikpädagogin
- Herrera, Irisberto (* 1968), kubanischer Schachspieler
- Herrera, Irvin (* 1991), salvadorianischer Fußballspieler
- Herrera, Joe (* 1973), puerto-ricanisch-US-amerikanischer Schauspieler
- Herrera, Johnny (* 1981), chilenischer Fußballspieler
- Herrera, José Joaquín de (1792–1854), mexikanischer Militär und dreimaliger Präsident von Mexiko
- Herrera, José Luis (1949–2005), mexikanischer Fußballspieler
- Herrera, José Óscar (* 1965), uruguayischer Fußballspieler
- Herrera, Juan (* 1958), mexikanischer Boxer im Fliegengewicht
- Herrera, Juan de (1533–1597), spanischer Architekt, Mathematiker und Gelehrter
- Herrera, Karin (* 1968), guatemaltekische Biologin und Politikerin
- Herrera, Keylor (* 1993), costa-ricanischer Fußballschiedsrichter
- Herrera, Kristin (* 1989), US-amerikanische SchauspielerinKristin Herrera (* 1989)

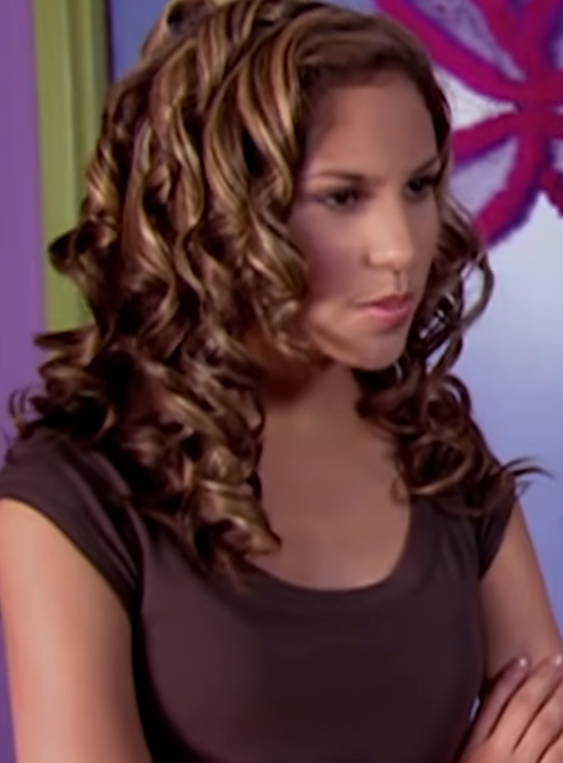
Kristin Herrera (* 1989)

- Herrera, Luis (* 1961), kolumbianischer Radrennfahrer
- Herrera, Luis (* 1962), kolumbianischer Fußballspieler
- Herrera, Luis-Enrique (* 1971), mexikanischer Tennisspieler
- Herrera, Magalí (1914–1992), uruguayische Künstlerin der Art brut
- Herrera, Marcos (* 1999), ecuadorianischer Hürdenläufer
- Herrera, Mateo (1867–1927), mexikanischer Maler
- Herrera, Melissa (* 1996), costa-ricanische Fußballspielerin
- Herrera, Merari (* 2001), ecuadorianische Diskuswerferin
- Herrera, Miguel (* 1968), mexikanischer Fußballspieler und -trainer
- Herrera, Miguel Ángel (* 1989), mexikanischer Fußballspieler
- Herrera, Óscar (1959–2015), chilenischer Fußballspieler
- Herrera, Paloma (* 1975), argentinische Balletttänzerin
- Herrera, Paulo (* 1994), peruanischer Leichtathlet
- Herrera, Petra (1887–1916), mexikanische Freiheitskämpferin, Revolutionärin
- Herrera, Placido (1927–2000), mexikanischer Radrennfahrer
- Herrera, Rafael (* 1945), mexikanischer Boxer im Bantamgewicht
- Herrera, Rene (* 1979), philippinischer Hindernisläufer
- Herrera, Robert (* 1989), uruguayischer Fußballspieler
- Herrera, Roberto (* 1963), argentinischer Tänzer, Choreograf und Tanzlehrer
- Herrera, Santos León (1874–1950), Präsident Costa Ricas
- Herrera, Sebastian (* 1997), chilenischer BasketballspielerSebastian Herrera (* 1997)

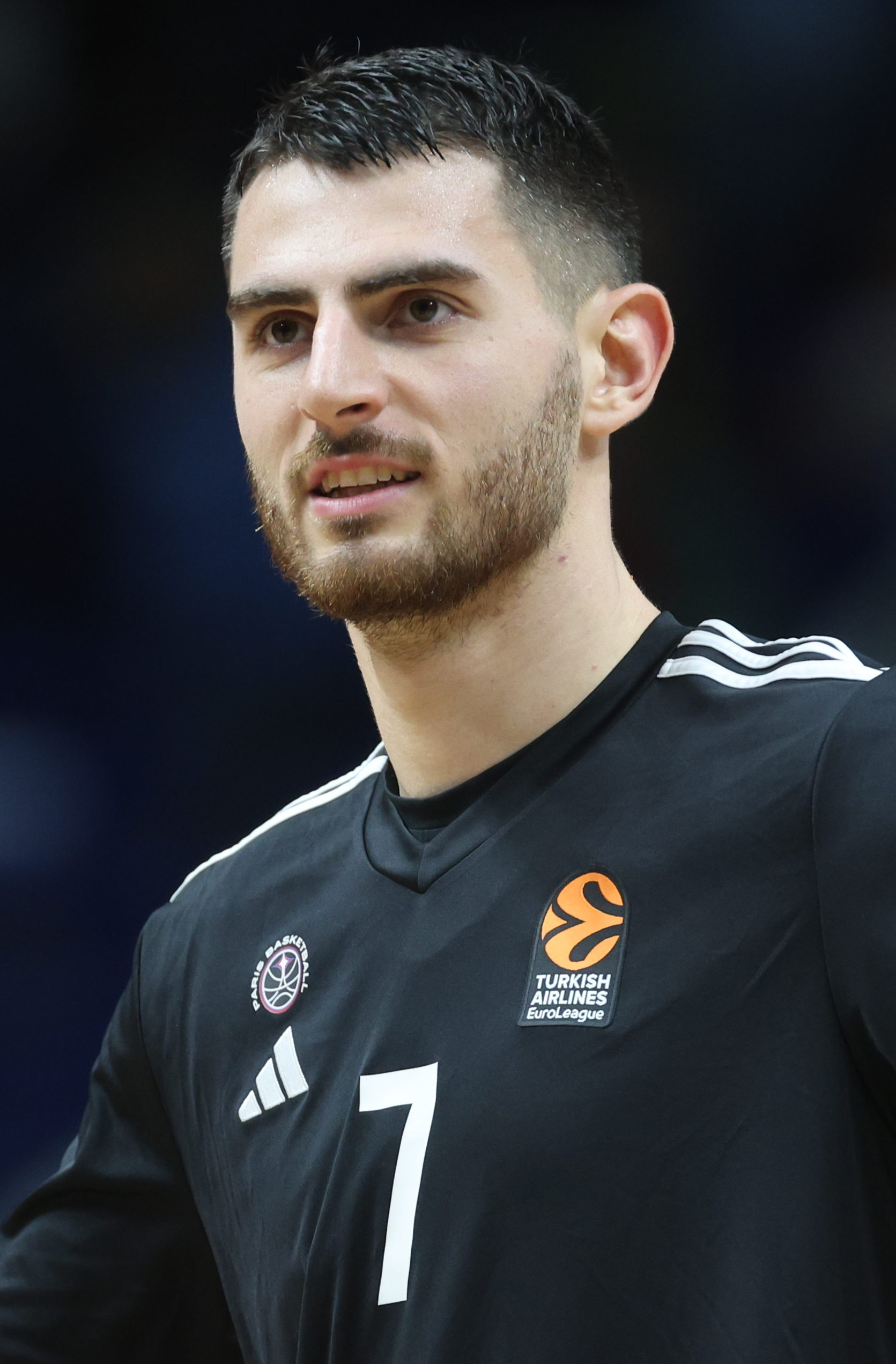
Sebastian Herrera (* 1997)

- Herrera, Silvia (* 1983), argentinische Biathletin
- Herrera, Tomás (1950–2020), kubanischer Basketballspieler
- Herrera, Tomás de (1804–1854), panamaischer Feldherr und Staatsmann
- Herrera, Víctor (* 1970), kolumbianischer Radrennfahrer
- Herrera, Víctor Rojas, peruanischer Polizist und Politiker
- Herrera, Yander (* 2006), kubanischer Hürdenläufer
- Herrera, Yangel (* 1998), venezolanischer Fußballspieler
- Herrera, Yender (* 1991), venezolanischer Fußballschiedsrichter
- Herrera, Yilmar (* 1996), kolumbianischer Leichtathlet
- Herrera, Yuri (* 1970), mexikanischer Schriftsteller
- Herrera-Salcedo González, Alfonso (* 1929), mexikanischer Botschafter
- Herrerín, Iago (* 1988), spanischer Fußballspieler
- Herrero Espinosa de los Monteros, Sebastián (1822–1903), katholischer Theologe und Kardinal
- Herrero Fernández, Manuel (* 1947), spanischer Ordensgeistlicher, emeritierter römisch-katholischer Bischof von Palencia
- Herrero Gutiérrez, Fernando (* 1981), spanischer Straßenradrennfahrer
- Herrero Liñana, Alicia (* 1998), spanische Tennisspielerin
- Herrero Polvorosa, Pablo (* 2004), spanischer Handballspieler
- Herrero Tejedor, Fernando (1920–1975), spanischer Politiker
- Herrero, Ángel (1942–2014), spanischer Fußballspieler
- Herrero, Chus (* 1984), spanischer Fußballspieler
- Herrero, David (* 1979), spanischer Radrennfahrer
- Herrero, Fanny (* 1974), französische Drehbuchautorin von Fernsehfilmen und Fernsehserien
- Herrero, Horacio (* 1920), argentinischer Fußballspieler
- Herrero, Jorge (* 1936), spanischer Kameramann
- Herrero, José Manuel (1950–2014), spanischer Fußballspieler
- Herrero, Laro (* 1990), spanischer Snowboarder
- Herrero, Selina (* 1993), deutsche PopsängerinSelina Herrero (* 1993)

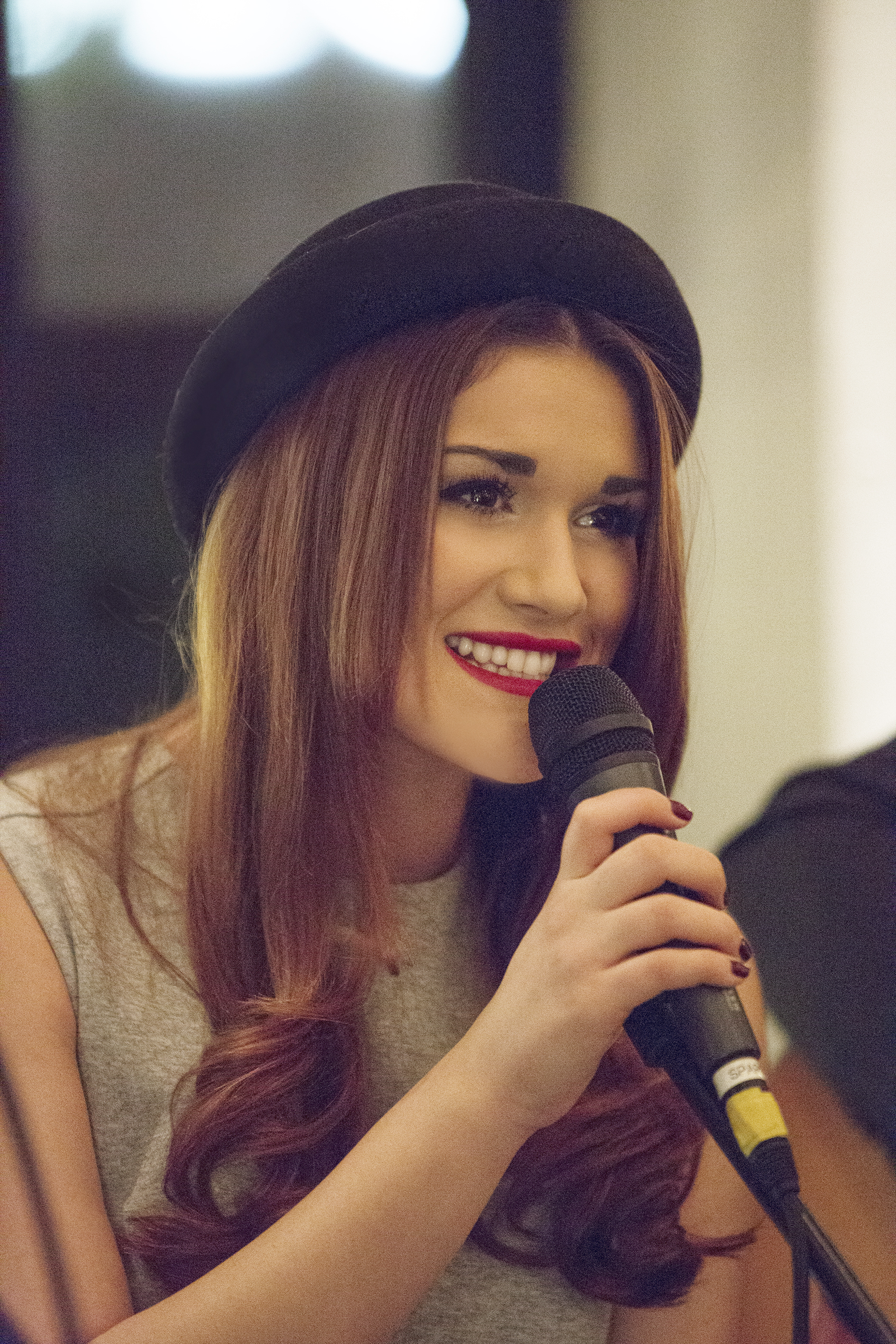
Selina Herrero (* 1993)

- Herrero, Sheila (* 1976), spanische Inline-Speedskaterin
- Herrero, Yayo (* 1965), spanische Sozialanthropologin, Ingenieurin, Professorin und Ökofeministin
- Herreros, Alberto (* 1969), spanischer Basketballspieler
- Herreros, Cristóbal (1909–2002), argentinischer Bandoneonist, Bandleader und Tangokomponist spanischer Herkunft
- Herreros, Manuel (* 1963), spanischer Motorradrennfahrer
- Herres, Amelie (* 1996), deutsche Schauspielerin
- Herres, Herbert (* 1959), deutscher Fußballspieler und -trainer
- Herres, Robert T. (1932–2008), US-amerikanischer General der United States Air Force
- Herres, Volker (* 1957), deutscher Fernsehjournalist und Programmdirektor der ARD
- Herresdorf, Gerhard Joseph von († 1792), Priester und Offizial
- Herreshoff, Nathanael (1848–1938), US-amerikanischer Yachtkonstrukteur, Designer und Bootsbauer
- Herresthal, Carsten (* 1972), deutscher Rechtswissenschaftler und Hochschullehrer
- Herresthal, Helga, deutsche Tischtennisspielerin
- Herrestrup, Hugo (1933–2009), dänischer Schauspieler
- Herreweghe, Philippe (* 1947), belgischer DirigentPhilippe Herreweghe (* 1947)

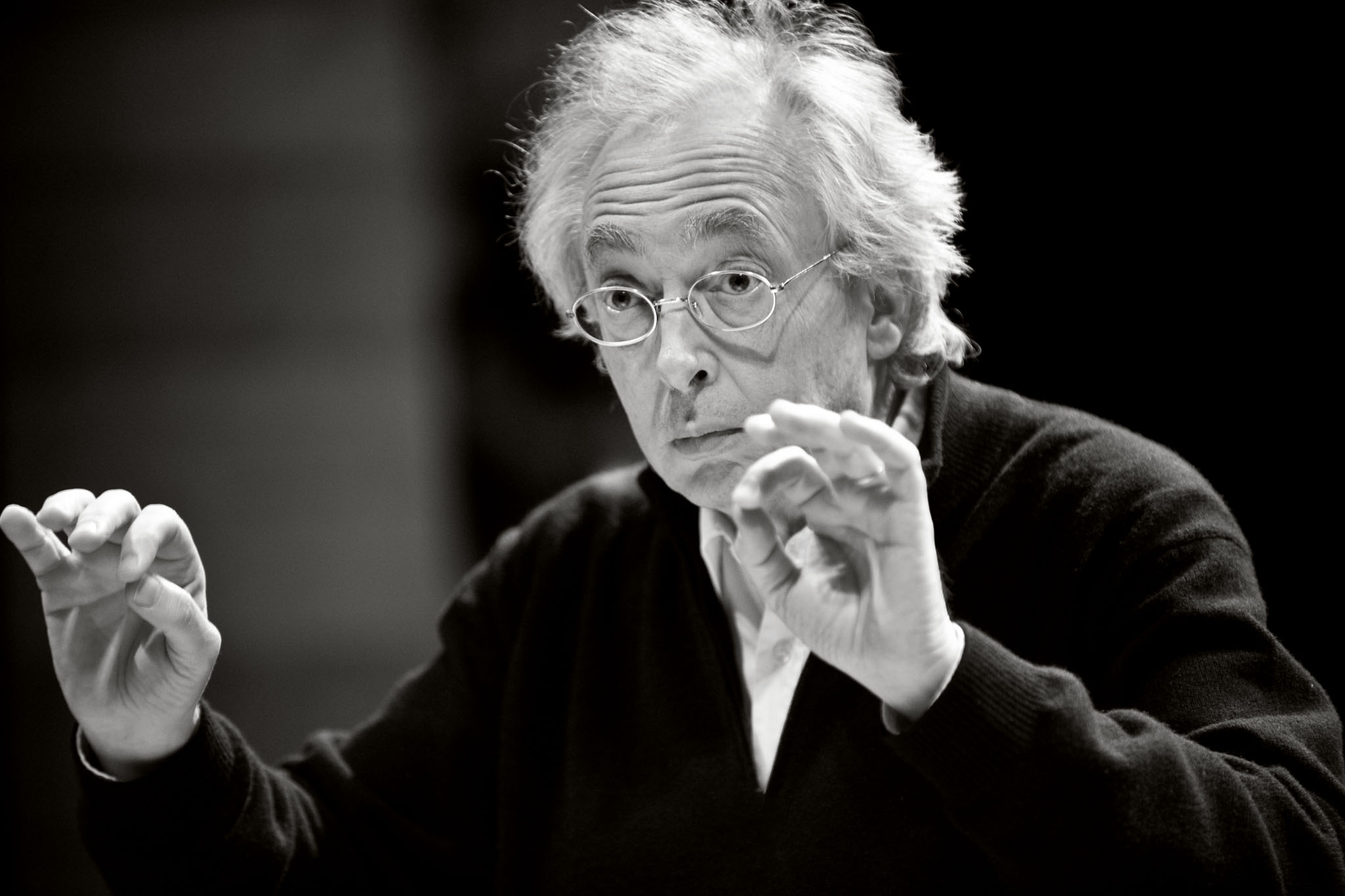
Philippe Herreweghe (* 1947)

- Herrey, Erna (1904–1980), deutsch-US-amerikanische Physikerin, Gymnasial- und Hochschullehrerin, Autorin
- Herreyns, Willem Jacob (1743–1827), flämischer Maler
- Herrezuelo, Antonio († 1559), spanischer evangelischer Märtyrer

### Herrf
- Herrfahrdt, Heinrich (1890–1969), deutscher Rechtswissenschaftler
- Herrfahrdt, Rudolf (1907–2005), deutscher lutherischer Theologe und Autor
- Herrfeldt, Marcel René von (1889–1965), deutscher Aktmaler
- Herrfurth, Ernst Ludwig (1830–1900), preußischer Staatsmann
- Herrfurth, Fritz (1899–1944), deutscher Maler, Bildhauer und Architekt
- Herrfurth, Hans (* 1935), deutscher Sprachwissenschaftler und Übersetzer
- Herrfurth, Johann Gottfried († 1807), königlich-sächsischer Amtsverwalter und Rittergutsbesitzer
- Herrfurth, Karl-Heinz (1934–2015), deutscher Maler und Hochschullehrer
- Herrfurth, Kurt (1879–1946), deutscher Kommunalpolitiker; Oberbürgermeister von Gera
- Herrfurth, Oskar (1862–1934), deutscher Maler und Illustrator

### Herrg
- Herrgaß, Johann Christian (1780–1850), preußischer Generalmajor
- Herrgen, Christian (1765–1816), deutscher Geologe und Mineraloge
- Herrgen, Joachim (* 1954), deutscher Germanist
- Herrgen, Matthias (* 1975), deutscher Anthropologe und Hochschullehrer
- Herrgesell, Moritz (1883–1952), österreichischer Möbeldesigner und Innenarchitekt
- Herrgesell, Oliver (* 1962), österreichischer Journalist und Reputationsmanager
- Herrgott, Adolf (1872–1957), deutscher Generalleutnant im Zweiten Weltkrieg
- Herrgott, Christian (* 1984), deutscher Militär, Verwaltungsbeamter und Politiker (CDU), MdL
- Herrgott, Leonhardt, deutscher Holzbildhauer
- Herrgott, Marquard (1694–1762), Mönch, Diplomat und Historiker

### Herrh
- herrH (* 1984), deutscher Kinderliedermacher
- Herrhausen, Alfred (1930–1989), deutscher Bankmanager und Vorstandssprecher der Deutschen BankAlfred Herrhausen (1930–1989)

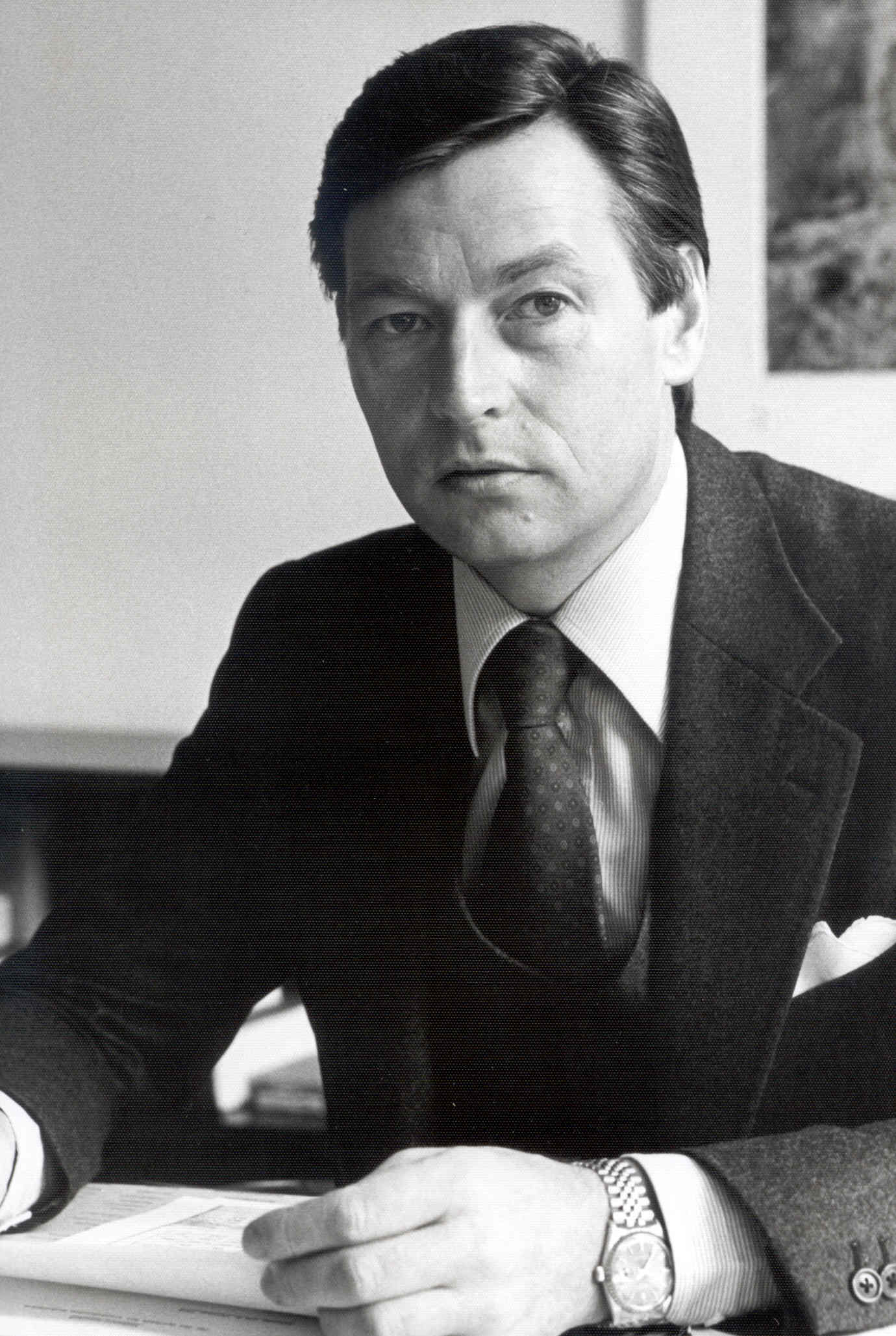
Alfred Herrhausen (1930–1989)

- Herrhausen, Traudl (* 1943), deutsche Politikerin (CDU), MdL

### Herri
- Herrich-Schäffer, Gottlieb August (1799–1874), Mediziner, Lepidopterologe
- Herricht, Christa (1937–2001), deutsche Tänzerin und Schauspielerin
- Herricht, Rolf (1927–1981), deutscher Schauspieler, Komiker, Musical- und Schlagersänger
- Herrick, Anson (1812–1868), US-amerikanischer Politiker
- Herrick, Christopher (* 1942), englischer Organist
- Herrick, Ebenezer (1785–1839), US-amerikanischer Politiker
- Herrick, Francis Hobart (1858–1940), US-amerikanischer Zoologe, Ornithologe und Naturforscher
- Herrick, Jim (* 1944), britischer Schriftsteller und Herausgeber
- Herrick, Joshua (1793–1874), US-amerikanischer Politiker
- Herrick, Manuel (1876–1952), US-amerikanischer Politiker
- Herrick, Margaret (1902–1976), US-amerikanische Bibliothekarin
- Herrick, Myron T. (1854–1929), US-amerikanischer Politiker
- Herrick, Richard P. (1791–1846), US-amerikanischer Politiker
- Herrick, Robert (* 1591), englischer Dichter
- Herrick, Robert (1868–1938), US-amerikanischer Schriftsteller
- Herrick, Samuel (1779–1852), US-amerikanischer Jurist und Politiker
- Herrier, Mark (* 1954), US-amerikanischer Schauspieler und Regisseur
- Herries, Andrew, 2. Lord Herries of Terregles († 1513), schottischer Adliger
- Herries, John Charles (1778–1855), britischer Politiker, Mitglied des House of Commons und Finanzier
- Herries, William, 3. Lord Herries of Terregles († 1543), schottischer Adliger und Richter
- Herrig, Axel (* 1963), deutscher Musicaldarsteller, Opernsänger (Bariton) und Schauspieler
- Herrig, Ekkehard (* 1933), deutscher Paläontologe und Geologe sowie Künstler
- Herrig, Felice (* 1984), US-amerikanische Kickboxerin und MMA-Kämpferin
- Herrig, Franz (1906–1961), deutscher Politiker (SPD), MdL
- Herrig, Hans (1845–1892), deutscher Journalist und Schriftsteller
- Herrig, Ludwig (1816–1889), deutscher Gymnasiallehrer, Begründer der Neuphilologie
- Herrig, Ringo (* 1975), deutscher Fußballspieler
- Herrigel, Eugen (1884–1955), Philosoph
- Herrigel, Hermann (1888–1973), deutscher Journalist und Redakteur
- Herrigel, Otto (1937–2013), namibischer Politiker (SWAPO)
- Herriger, Felix (1908–2009), deutscher Elektrotechniker und Manager
- Herriman, Damon (* 1970), australischer SchauspielerDamon Herriman (* 1970)

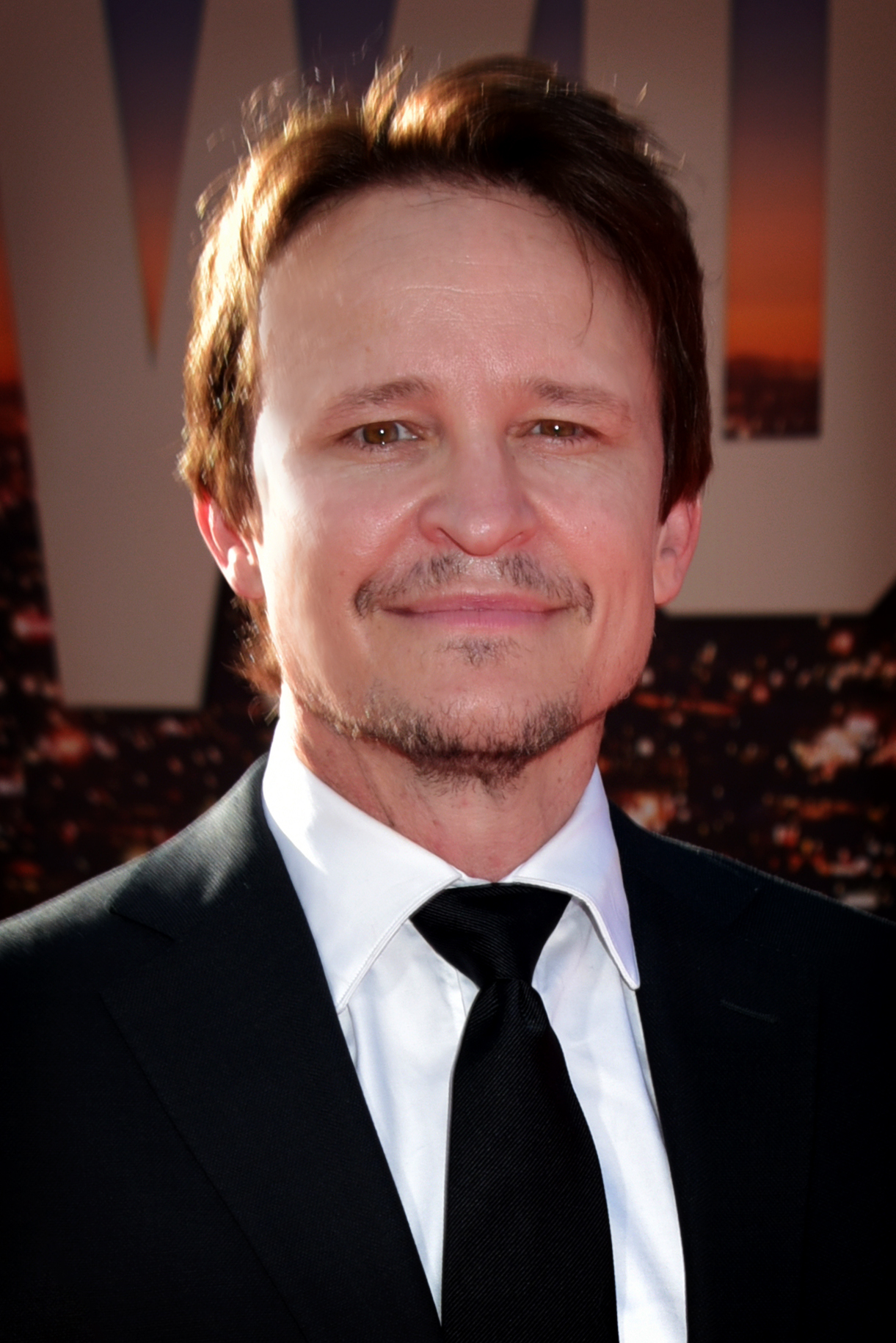
Damon Herriman (* 1970)

- Herriman, Delme (* 1973), britischer Basketballspieler
- Herriman, George (1880–1944), US-amerikanischer Comiczeichner und Karikaturist
- Herrin, Judith (* 1942), britische Historikerin
- Herrin, Kymberly (1957–2022), US-amerikanische Schauspielerin
- Herring, Amy H., amerikanische Bio-Wissenschaftlerin
- Herring, Augustus (1867–1926), US-amerikanischer Flugpionier
- Herring, Clyde L. (1879–1945), US-amerikanischer Politiker
- Herring, Conyers (1914–2009), US-amerikanischer Physiker
- Herring, Edmund (1892–1982), australischer Politiker, Gouverneur von Victoria
- Herring, Friedrich Arnold (1812–1908), deutscher Textilfabrikant, Evangelist sowie Dissident
- Herring, Friedrich Wilhelm Franz (1830–1893), königlich preußischer Generalleutnant und zuletzt Traininspekteur
- Herring, James (1794–1867), US-amerikanischer Porträtmaler, Stecher, Galerist, Buch- und Kunsthändler
- Herring, James (1896–1974), US-amerikanischer Boxer
- Herring, Johann von (1758–1836), österreichischer Industrieller und Großhändler
- Herring, John Frederick junior († 1907), englischer Maler
- Herring, John Frederick senior (1795–1865), britischer Maler im viktorianischen England
- Herring, Kim (* 1975), US-amerikanischer American-Football-Spieler
- Herring, Lauren (* 1993), US-amerikanische Tennisspielerin
- Herring, Lynn (* 1958), US-amerikanische Schauspielerin
- Herring, Mark (* 1984), neuseeländischer Schwimmer
- Herring, Mark R. (* 1961), US-amerikanischer Politiker (Demokratische Partei)
- Herring, Pembroke J. (1930–2020), US-amerikanischer Filmeditor
- Herring, Pendleton (1903–2004), US-amerikanischer Politikwissenschaftler und Hochschullehrer
- Herring, Rob (* 1990), irischer Rugby-Union-Spieler
- Herring, Ronald (* 1947), US-amerikanischer Politologe
- Herring, Vincent (* 1964), US-amerikanischer Jazz-Saxophonist
- Herring, Will (* 1983), US-amerikanischer American-Football-Spieler
- Herring, William (1833–1912), US-amerikanischer Lehrer, Schulleiter, Jurist, Bergbaubetreiber und Politiker
- Herrington, Armintie (* 1985), US-amerikanische Basketballspielerin
- Herrington, Arthur William Sidney (1891–1970), US-amerikanischer Ingenieur und Fabrikant
- Herrington, Billy (1969–2018), US-amerikanischer Pornodarsteller und BodybuilderBilly Herrington (1969–2018)

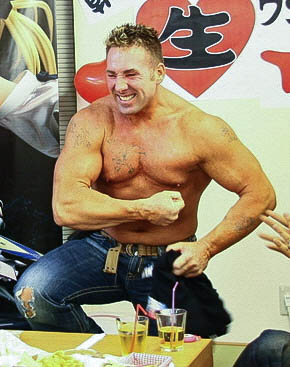
Billy Herrington (1969–2018)

- Herrington, Brian (* 1976), US-amerikanischer Komponist und Musikpädagoge
- Herrington, Daniel (* 1986), US-amerikanischer Automobilrennfahrer
- Herrington, John Bennett (* 1958), US-amerikanischer Astronaut
- Herrington, John S. (* 1939), US-amerikanischer Politiker
- Herrington, Rowdy (* 1951), US-amerikanischer Filmregisseur und Autor
- Herrion, Thomas (1981–2005), US-amerikanischer American-Football-Spieler
- Herriot, Édouard (1872–1957), französischer PolitikerÉdouard Herriot (1872–1957)

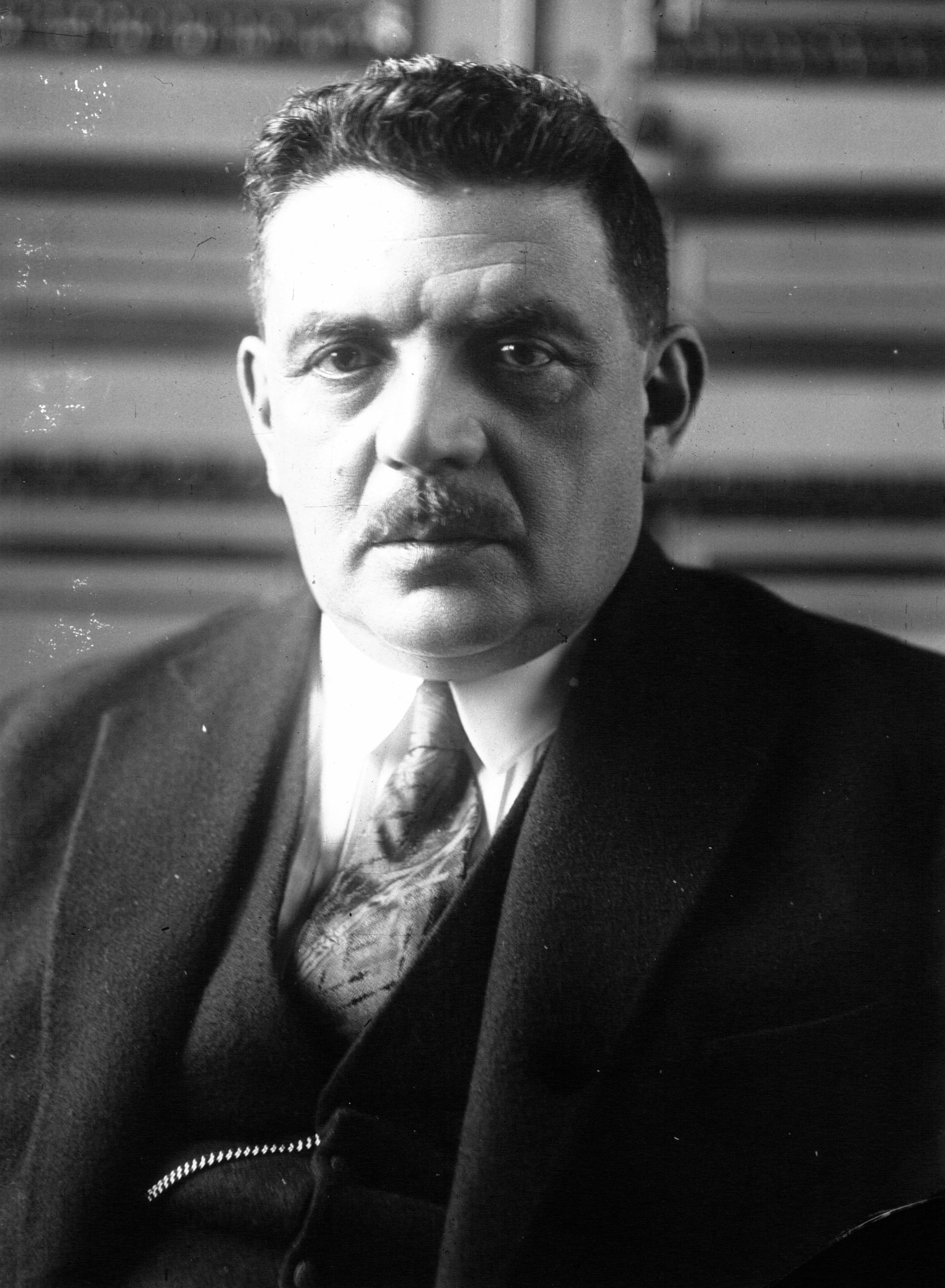
Édouard Herriot (1872–1957)

- Herriot, James (1916–1995), britischer Tierarzt und Buchautor
- Herriot, Marcel (1934–2017), französischer Geistlicher, römisch-katholischer Bischof von Soissons
- Herriott, Donald Richard (1928–2007), US-amerikanischer Physiker
- Herriott, Elizabeth (1882–1936), neuseeländische Biologin
- Herriott, John (1844–1918), US-amerikanischer Politiker
- Herriott, Maurice (* 1939), englischer Hindernisläufer
- Herrison, Wilmer (* 1978), venezolanischer Künstler und Maler

### Herrl
- Herrle, Jens O. (* 1968), deutscher Mikropaläontologe
- Herrle, Johannes (1778–1860), deutscher Forstwissenschaftler und Jagdkundler
- Herrle, Karl (* 1828), deutscher Eisenbahn- und Vedutenmaler
- Herrle, Peter (* 1947), deutscher Stadtforscher und Architekt
- Herrlein, Adalbert von (1798–1870), Bürgermeister von Aschaffenburg
- Herrlein, Andreas (1738–1817), deutscher Maler und Zeichenlehrer
- Herrlein, Benedikt Balthasar († 1809), katholischer Priester und Dichter
- Herrlein, Franz (1818–1890), deutscher Politiker (Zentrum), MdR
- Herrlein, Friedrich (1889–1974), deutscher General der Infanterie im Zweiten Weltkrieg
- Herrlein, Georg (1851–1902), Mitglied des Provinziallandtages der Provinz Hessen-Nassau
- Herrlein, Johann Andreas (1723–1796), deutscher Maler
- Herrlein, Johann Christoph (* 1760), deutscher Maler
- Herrlein, Johann Leonhard (1752–1814), deutscher Maler und Restaurator
- Herrlein, Johann Peter (1722–1799), Maler
- Herrlein, Jürgen (* 1962), deutscher Rechtsanwalt
- Herrlein, Philipp (1794–1850), deutscher Steinzeichner und Lithograph
- Herrlein, Theo (* 1939), deutscher Journalist und Schriftsteller
- Herrliberger, David († 1777), Schweizer Kupferstecher und Verleger
- Herrlich, Gabi (* 1955), deutsche Basketballspielerin
- Herrlich, Heiko (* 1971), deutscher Fußballspieler und -trainerHeiko Herrlich (* 1971)

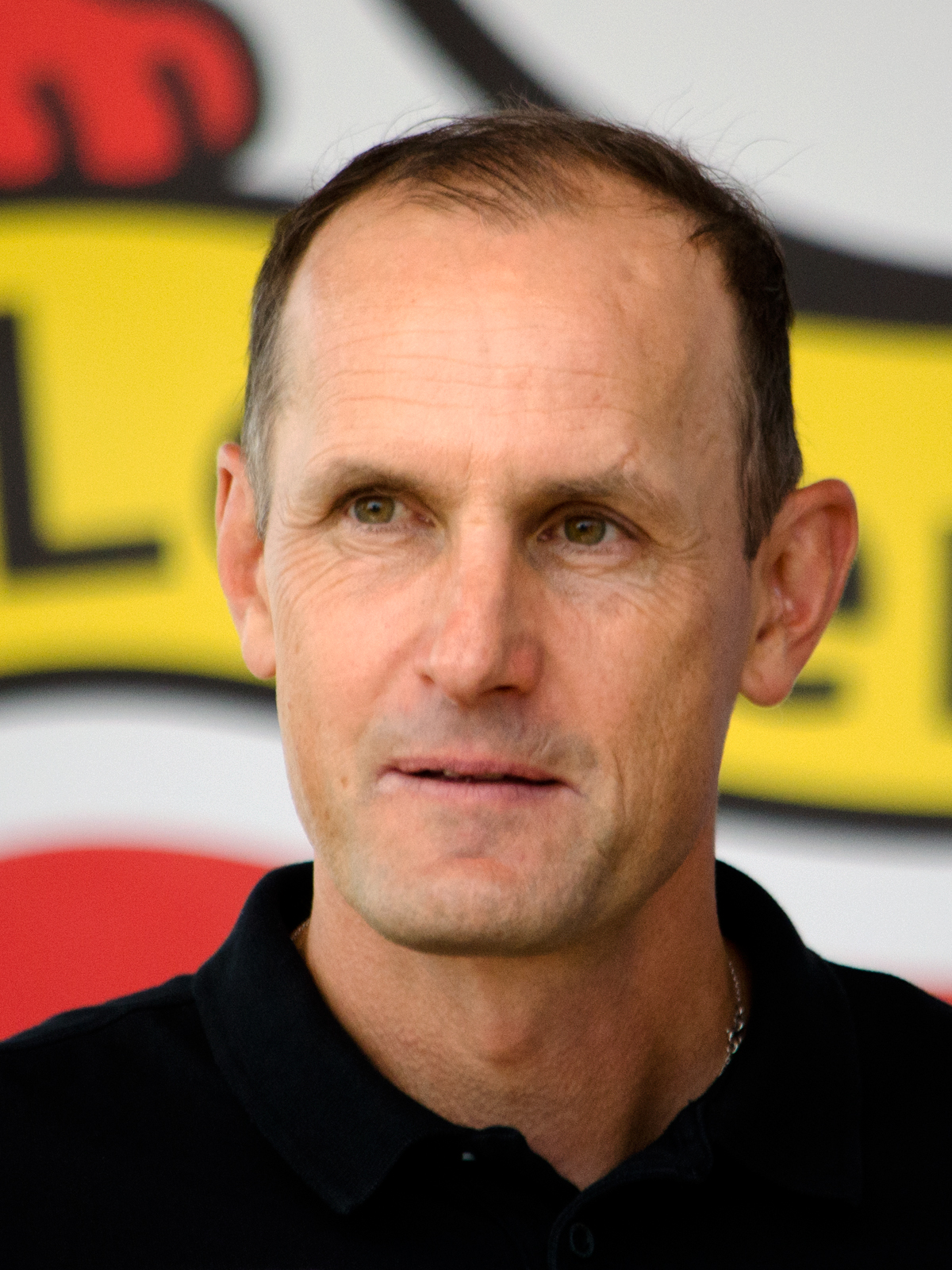
Heiko Herrlich (* 1971)

- Herrlich, Horst (1937–2015), deutscher Mathematiker
- Herrlich, Johannes (* 1963), deutscher Posaunist des Modern Jazz und Orchesterleiter
- Herrlich, Lotte (1883–1956), deutsche Fotografin
- Herrlich, Michael († 1609), Benediktinerabt in Stift Göttweig, Österreich
- Herrlich, Peter (* 1940), deutscher Molekular- und Tumorbiologe
- Herrlich, Philipp (1818–1868), deutscher Lithograf und Maler
- Herrligkoffer, Karl (1916–1991), deutscher Arzt
- Herrling, Gerhard (1931–1961), deutscher Hockeyspieler
- Herrling, Heinrich (1883–1956), deutscher Architekt
- Herrlinger, Kurt (1918–2003), deutscher Komponist und Pianist
- Herrlinger, Robert (1914–1968), deutscher Anatom und Medizinhistoriker
- Herrlinger, Wilhelm (1809–1849), deutscher Gutsbesitzer und Politiker
- Herrlitz, Hans-Georg (* 1934), deutscher Pädagoge

### Herrman

#### Herrmann

##### Herrmann V
- Herrmann von Sachsen-Weimar-Eisenach (1825–1901), Prinz von Sachsen-Weimar-Eisenach und Herzog zu Sachsen, württembergischer General der Kavallerie

##### Herrmann, A – Herrmann, Z

###### Herrmann, A
- Herrmann, Adalbert († 1889), deutscher Pädagoge, Schulleiter und Dichter
- Herrmann, Adelaide (1853–1932), US-amerikanische Zauberkünstlerin
- Herrmann, Adolf († 1906), deutscher Fahrradverbands-Funktionär
- Herrmann, Albert (1866–1927), deutscher Opernintendant und Filmschaffender der Stummfilmzeit
- Herrmann, Albert (1886–1945), deutscher Geographiehistoriker
- Herrmann, Albert (1892–1977), deutscher Politiker (NSDAP), Oberbürgermeister von Konstanz (1933–1945)
- Herrmann, Alexander (1814–1845), deutscher Architektur- und Landschaftsmaler
- Herrmann, Alexander (1844–1896), deutschamerikanischer Zauberer
- Herrmann, Alexander (1900–1981), deutscher HNO-Arzt und Hochschullehrer
- Herrmann, Alexander (* 1971), deutscher Koch, Gastronom, Fernsehkoch und KochbuchautorAlexander Herrmann (* 1971)

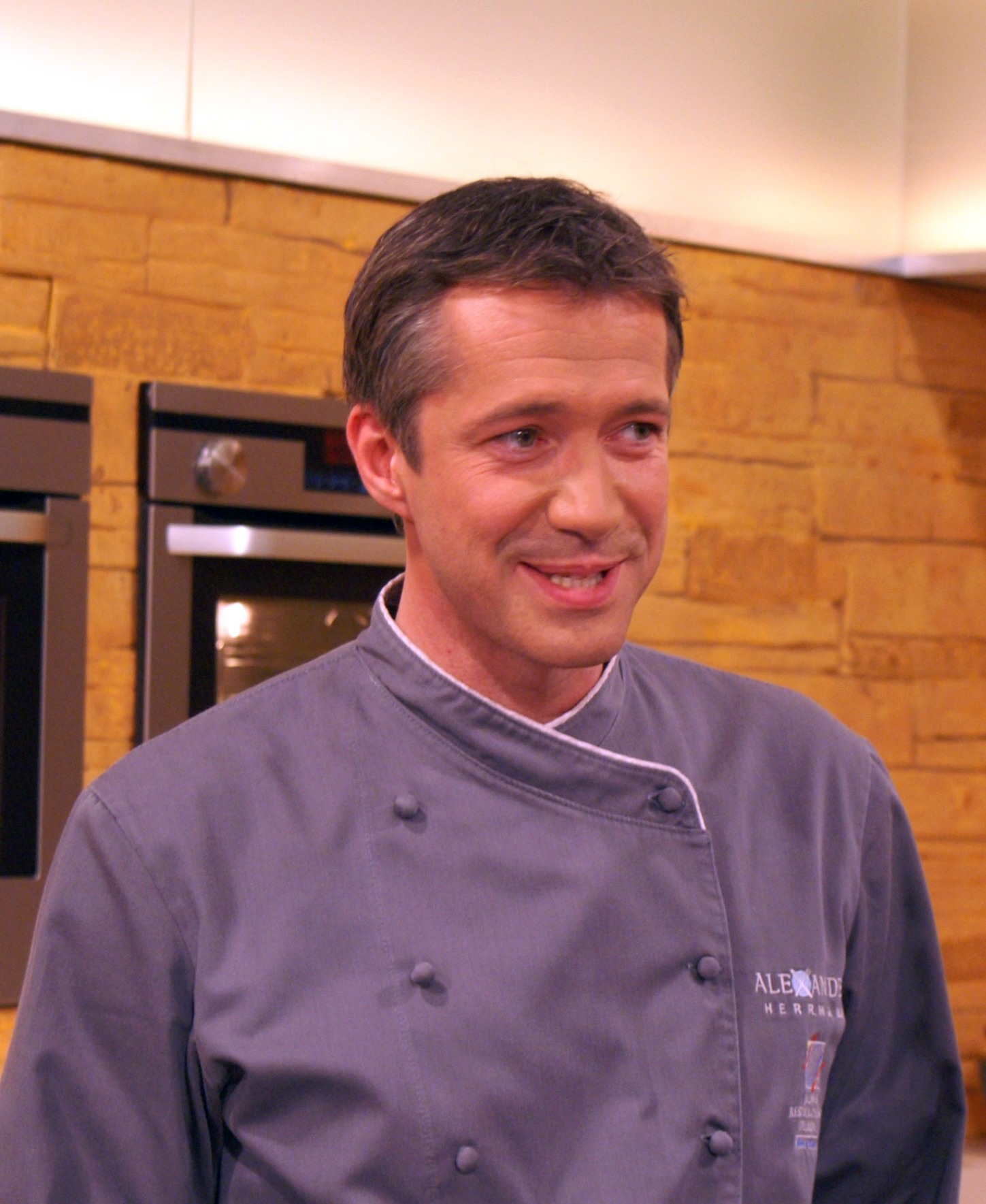
Alexander Herrmann (* 1971)

- Herrmann, Alexander J. (* 1975), deutscher Politiker (CDU), MdA
- Herrmann, Alfred, deutscher Fußballspieler
- Herrmann, Alfred (1879–1960), deutscher Historiker und Politiker der DDP
- Herrmann, Alfred (* 1929), deutscher Fußballspieler
- Herrmann, Alfred (* 1934), deutscher DBD-Funktionär
- Herrmann, Alois (1895–1978), deutscher Schauspieler
- Herrmann, Aloys (1898–1953), deutscher Mathematiker und Hochschullehrer
- Herrmann, André (* 1986), deutscher Slam-Poet, Blogger und KolumnistAndré Herrmann (* 1986)

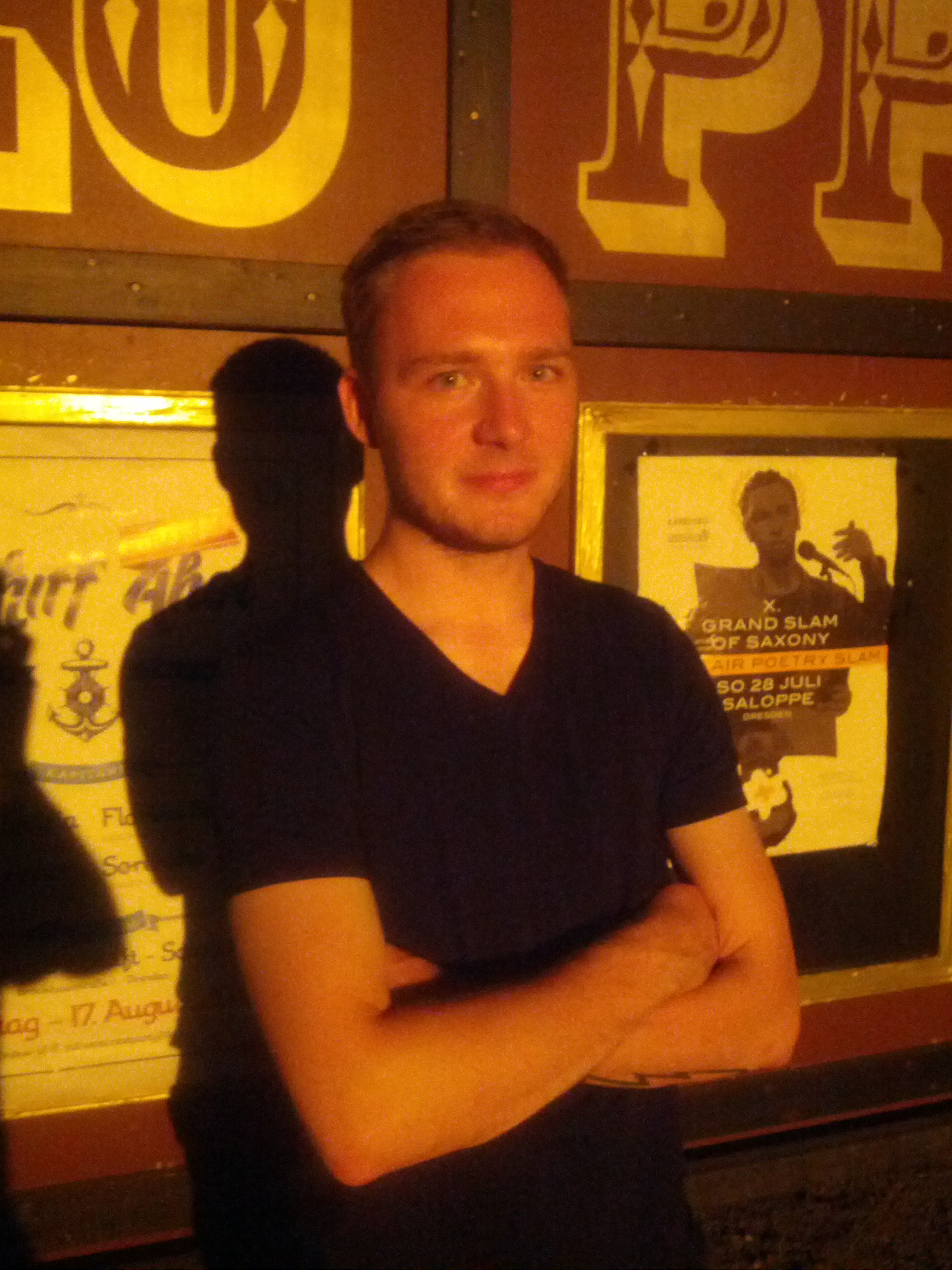
André Herrmann (* 1986)

- Herrmann, Andreas (* 1953), deutscher Schauspieler
- Herrmann, Andreas (* 1953), deutscher Biophysiker und Hochschullehrer
- Herrmann, Andreas (* 1964), deutscher Betriebswirtschaftler
- Herrmann, Andreas (* 1970), deutscher Chemiker
- Herrmann, Anja (* 1980), deutsche Journalistin und Fernsehmoderatorin
- Herrmann, Anna, deutsche Schauspielerin
- Herrmann, Anna (1892–1980), deutsche Politikerin (SPD)
- Herrmann, Annelies (* 1941), deutsche Politikerin (CDU), MdA
- Herrmann, Annika (* 1980), deutsche Linguistin
- Herrmann, Anton Leopold (1819–1896), rumäniendeutscher Komponist und Kirchenmusiker
- Herrmann, Arnulf (* 1968), deutscher Komponist und Hochschullehrer

###### Herrmann, B
- Herrmann, Balduin (1856–1932), deutscher Journalist und Parlamentarier
- Herrmann, Barbara (* 1948), deutsche Politikerin (CDU)
- Herrmann, Benjamin (* 1971), deutscher Filmproduzent und Filmverleiher
- Herrmann, Benjamin Ferdinand (1757–1837), deutscher evangelischer Geistlicher
- Herrmann, Bernard (1911–1975), US-amerikanischer Komponist
- Herrmann, Bernd (* 1946), deutscher Anthropologe und Umwelthistoriker
- Herrmann, Bernd (* 1951), deutscher Leichtathlet
- Herrmann, Bernhard (* 1966), deutscher Politiker (Bündnis 90/Die Grünen), MdB
- Herrmann, Björn (1973–2023), deutscher Autor und Ausstellungsmacher
- Herrmann, Boris (* 1978), deutscher Journalist
- Herrmann, Boris (* 1981), deutscher SegelsportlerBoris Herrmann (* 1981)

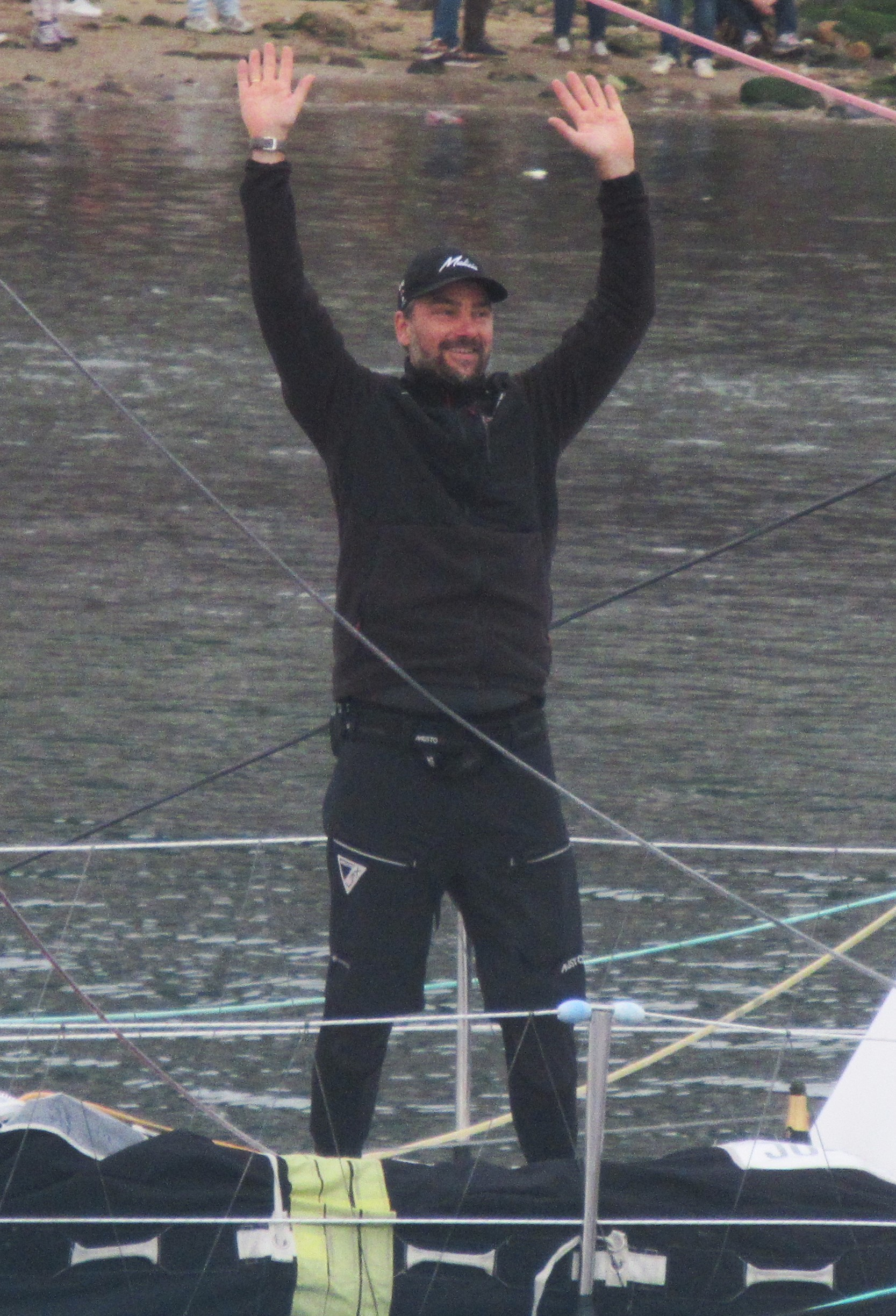
Boris Herrmann (* 1981)

- Herrmann, Brigitte (* 1950), deutsche Politikerin (SPD, Bündnis 90/Die Grünen), MdL
- Herrmann, Britta (* 1962), deutsche Politikerin (Bündnis 90/Die Grünen), MdHB
- Herrmann, Britta (* 1968), deutsche Germanistin
- Herrmann, Bruno (1870–1927), deutscher Mundartdichter, Kammerrat und Kommunalpolitiker
- Herrmann, Bruno (1888–1957), deutscher Politiker (SPD)

###### Herrmann, C
- Herrmann, Carmen (* 1980), deutsche Chemikerin und Hochschullehrerin
- Herrmann, Carolin (* 1986), deutsche Volleyballspielerin
- Herrmann, Caspar (1885–1955), Schweizer Maler
- Herrmann, Christian (* 1966), deutscher Fußballspieler
- Herrmann, Christian (* 1966), deutscher evangelischer Theologe und Bibliothekar
- Herrmann, Christian Gotthilf (1765–1823), deutscher evangelischer Theologe, Hochschullehrer und Generalsuperintendent
- Herrmann, Christine (* 1988), deutsche Handballspielerin
- Herrmann, Christofer (* 1962), deutscher Architekturhistoriker und Hochschullehrer
- Herrmann, Christoph (* 1973), deutscher Rechtswissenschaftler
- Herrmann, Christoph Siegfried (* 1966), deutscher Psychologe
- Herrmann, Clara (1853–1931), deutsche Pianistin und Konzertorganisatorin
- Herrmann, Clara (* 1985), deutsche Politikerin (Bündnis 90/Die Grünen), MdA
- Herrmann, Compars (1816–1887), deutscher Zauberkünstler (Illusionist), Kunstsammler und Kunsthändler
- Herrmann, Cornelia (* 1977), österreichische Pianistin
- Herrmann, Curt (1854–1929), deutscher Künstler

###### Herrmann, D
- Herrmann, Daniel (1736–1798), Schweizer Hafner
- Herrmann, Dennis (* 1986), deutscher Schauspieler
- Herrmann, Detlef (1944–2013), deutscher Bildhauer
- Herrmann, Dieter (1936–2020), deutscher Radrennfahrer
- Herrmann, Dieter (1937–2018), deutscher Politiker (CDU), Mitglied des Abgeordnetenhauses von Berlin
- Herrmann, Dieter B. (1939–2021), deutscher Astronom und Autor zahlreicher populärwissenschaftlicher Bücher über AstronomieDieter B. Herrmann (1939–2021)

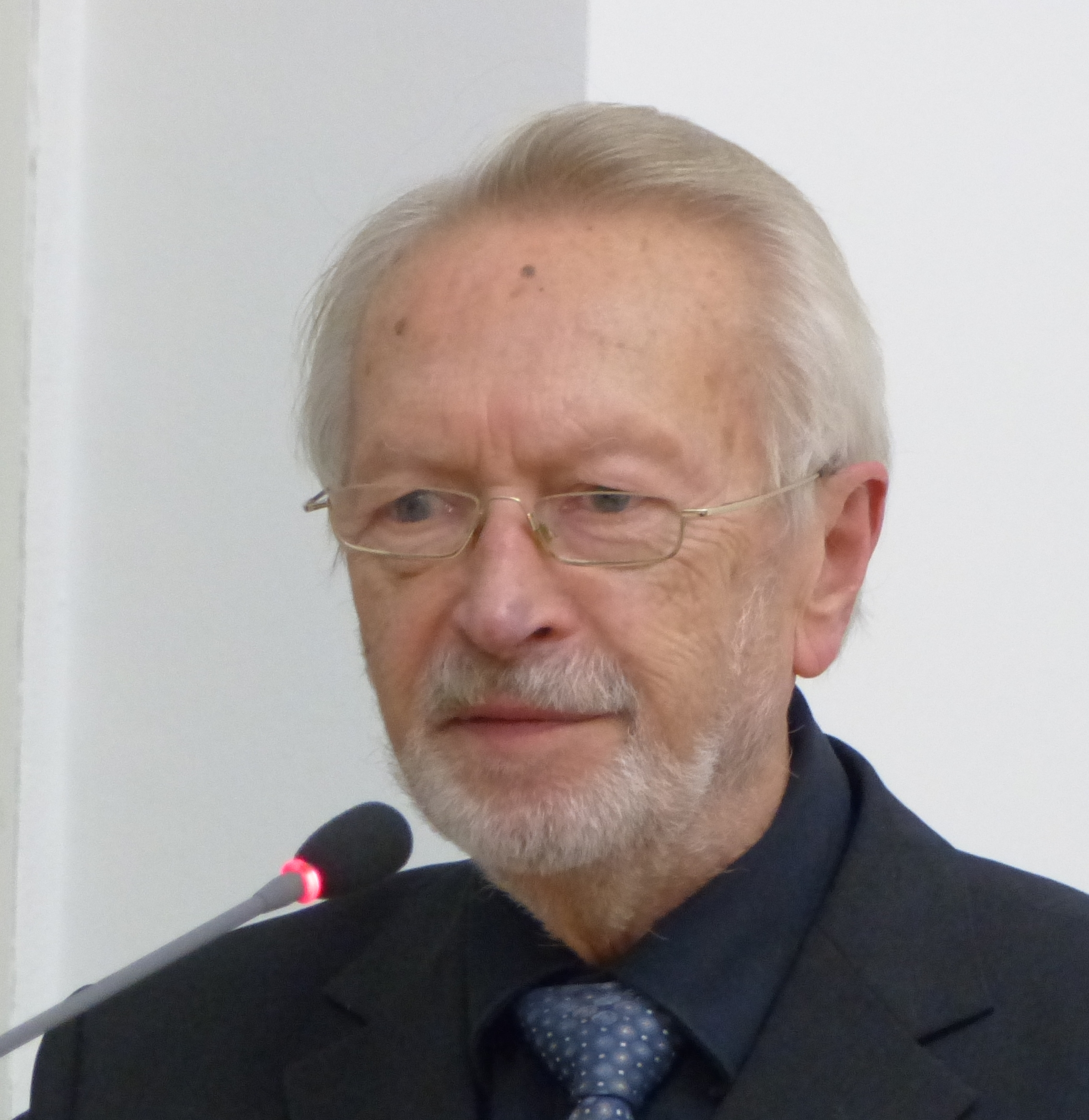
Dieter B. Herrmann (1939–2021)

- Herrmann, Dietmar (1945–2023), deutscher Schriftsteller und Heimatforscher
- Herrmann, Doris (1938–2023), deutsche Politikerin (Die Grünen), MdL

###### Herrmann, E
- Herrmann, Eberhart, deutscher Teppichkunsthändler
- Herrmann, Eckhard (* 1949), deutscher Künstler und Metallbildhauer
- Herrmann, Eduard (1836–1916), deutscher Geistlicher und Politiker (Zentrum), MdR
- Herrmann, Eduard Zachäus (1807–1854), bayerischer Abgeordneter und Stadtschreiber
- Herrmann, Edward (1943–2014), US-amerikanischer Schauspieler
- Herrmann, Edward John (1913–1999), US-amerikanischer Geistlicher, römisch-katholischer Bischof von Columbus
- Herrmann, Elisabeth (1910–1984), deutsche Gebrauchsgrafikerin und Schriftstellerin
- Herrmann, Elisabeth (* 1959), deutsche Fernsehjournalistin und SchriftstellerinElisabeth Herrmann (* 1959)

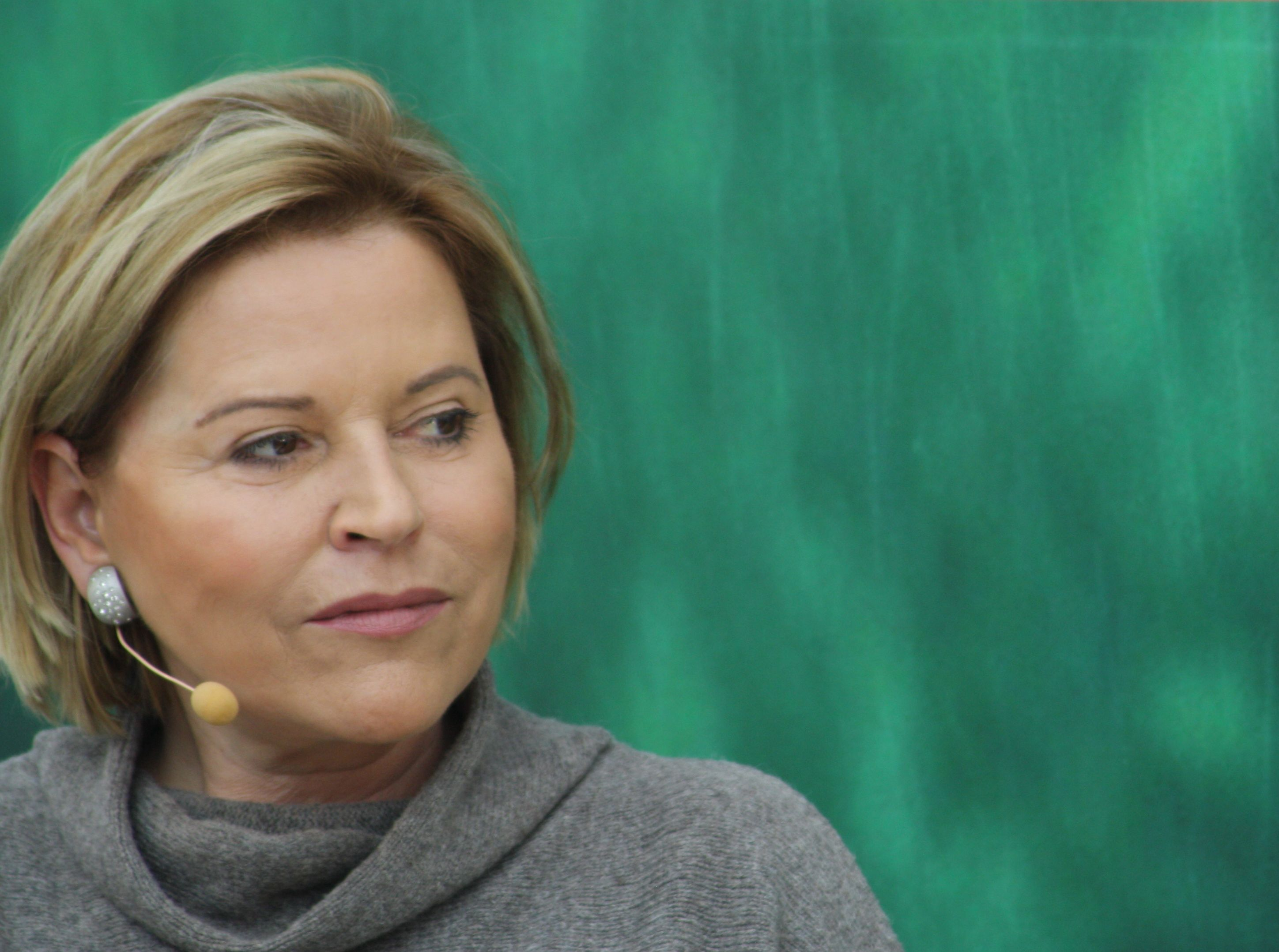
Elisabeth Herrmann (* 1959)

- Herrmann, Elke (1942–2009), deutsche Hörfunk- und Fernsehmoderatorin
- Herrmann, Elke (* 1947), deutsche Hochschullehrerin und Rechtswissenschaftlerin
- Herrmann, Elke (1956–2017), deutsche Politikerin (parteilos, für Bündnis 90/Die Grünen); MdL
- Herrmann, Emanuel (1839–1902), österreichischer Nationalökonom
- Herrmann, Emil (1812–1885), deutscher Kirchenrechtler und Politiker
- Herrmann, Erich (1882–1960), deutscher Politiker (DDP/SPD) und Schriftsteller, MdL Preußen
- Herrmann, Erich (1914–1989), deutscher Feldhandballspieler
- Herrmann, Erich (1928–2018), deutscher Gewerkschafter
- Herrmann, Erik (* 2004), deutscher Fußballtorwart
- Herrmann, Ernst (1812–1884), deutscher Historiker
- Herrmann, Ernst (1895–1970), deutscher Geograph, Forschungsreisender und Reiseschriftsteller
- Herrmann, Ernst Günter (* 1941), deutscher Bildhauer und Landschaftsarchitekt
- Herrmann, Eva (1901–1978), deutsch-amerikanische Malerin, Zeichnerin und Karikaturistin

###### Herrmann, F
- Herrmann, Florian (* 1971), deutscher Politiker (CSU), MdLFlorian Herrmann (* 1971)

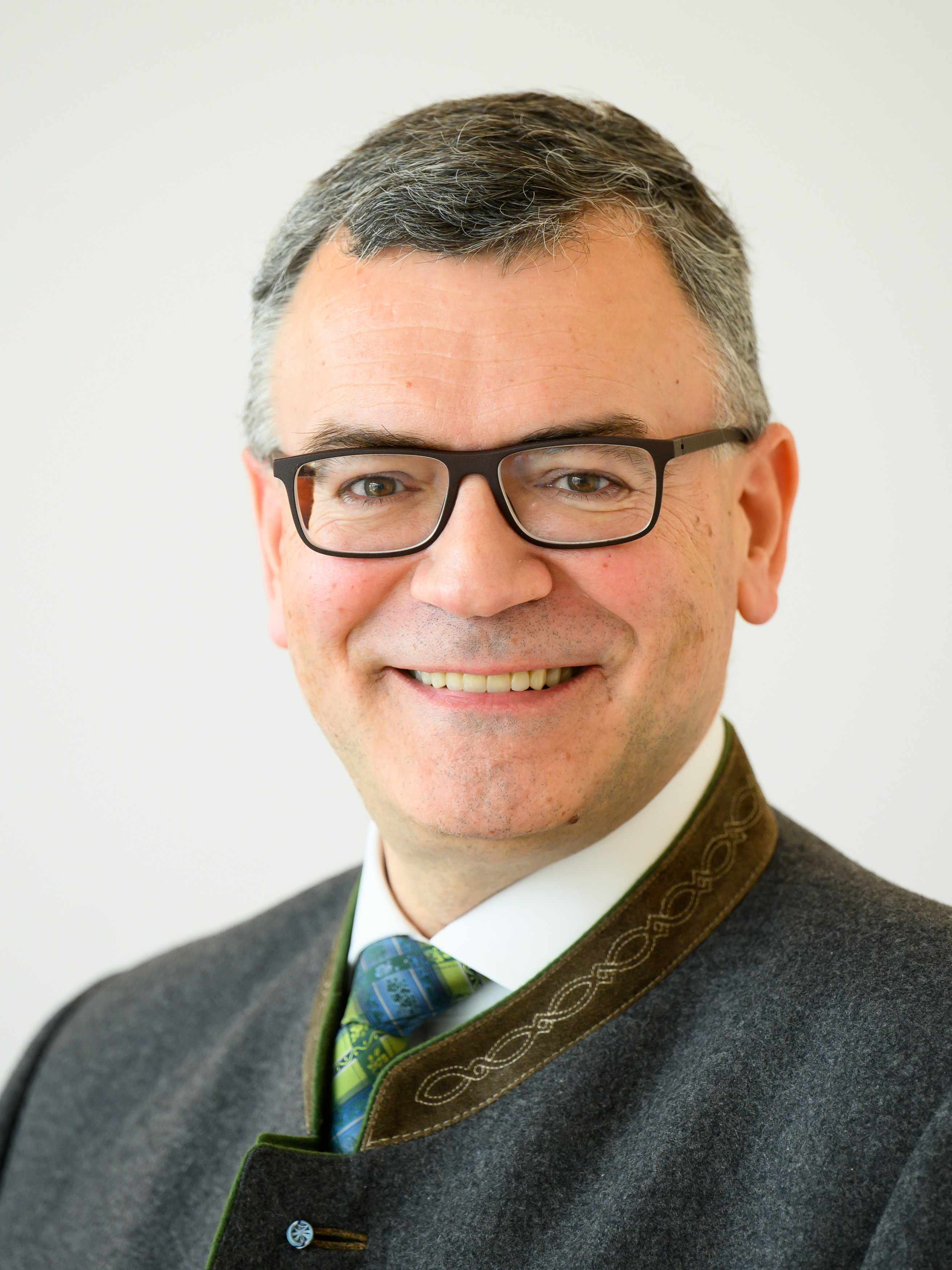
Florian Herrmann (* 1971)

- Herrmann, Frances (* 1989), deutsche Para-Leichtathletin
- Herrmann, Frank (* 1961), deutscher Politiker (Piraten), MdL
- Herrmann, Frank-Joachim (1931–2005), deutscher Journalist, Leiter der Kanzlei des Staatsratsvorsitzenden der DDR
- Herrmann, Franziska (* 1985), deutsche Schauspielerin und Sprecherin
- Herrmann, Friederike (* 1960), deutsche Medienwissenschaftlerin
- Herrmann, Friedhelm (* 1949), deutscher Mediziner
- Herrmann, Friedrich (1775–1819), deutscher Pädagoge und Professor am Katharineum zu Lübeck
- Herrmann, Friedrich (1824–1903), deutscher Gutsbesitzer und Abgeordneter
- Herrmann, Friedrich (1892–1954), deutscher Politiker (FDP/DVP), MdL
- Herrmann, Friedrich (* 1989), deutscher Autor, Slam-Poet und Moderator
- Herrmann, Friedrich-Wilhelm von (1934–2022), deutscher Philosoph
- Herrmann, Fritz (1885–1970), deutscher Offizier, Polizist, SS-Führer und Regierungspräsident
- Herrmann, Fritz (1922–2003), österreichischer Journalist, Publizist, Sozialdemokrat mit anarchistischer Neigung, Hörspiel- und Bühnendichter
- Herrmann, Fritz-Gregor, deutscher Klassischer Philologe und Philosophiehistoriker
- Herrmann, Fritz-Rudolf (1936–2024), deutscher Prähistoriker

###### Herrmann, G
- Herrmann, Gabriele (* 1975), deutsche Politikerin (CDU), MdL (Saarland)
- Herrmann, George (1921–2007), US-amerikanischer Ingenieur
- Herrmann, Gerd (1913–2003), deutscher Jurist, Lyriker, Übersetzer und Autor
- Herrmann, Gerd-Ulrich (* 1950), deutscher Offizier und Militärhistoriker
- Herrmann, Gerda (1931–2021), deutsche Liedermacherin und Dichterin
- Herrmann, Gottfried (1808–1878), deutscher Organist und Komponist
- Herrmann, Gottfried (1915–1961), deutscher Regisseur, Schauspieler, und Intendant
- Herrmann, Gottfried Andreas (1907–2002), deutscher Maler
- Herrmann, Götz (1929–2014), deutscher Jurist
- Herrmann, Götz (* 1977), deutscher Politiker (parteilos)Götz Herrmann (* 1977)

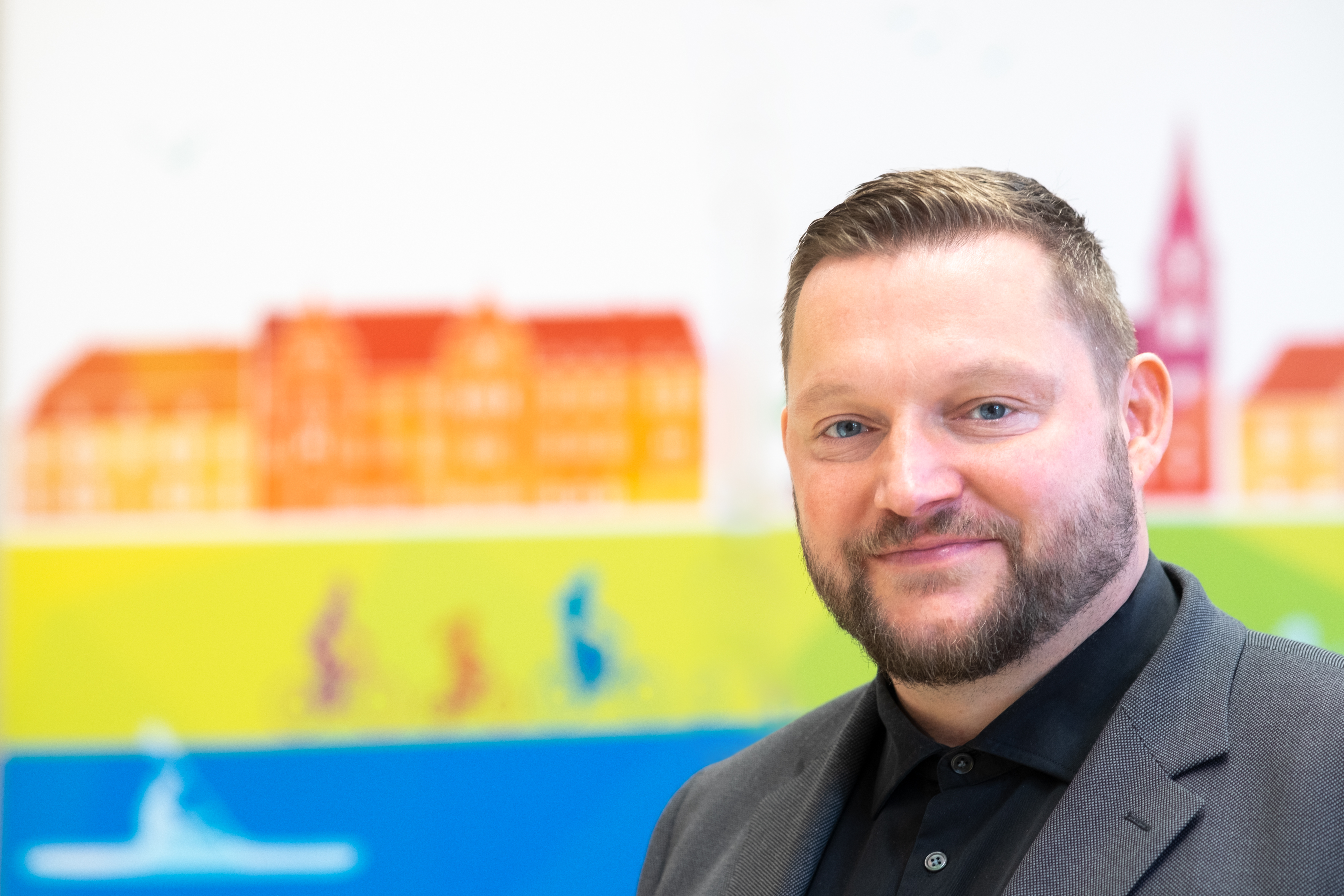
Götz Herrmann (* 1977)

- Herrmann, Günter (1925–2017), deutscher Kernchemiker
- Herrmann, Günter (* 1931), deutscher Medienrechtler und Rundfunkintendant
- Herrmann, Günter (1934–2012), saarländischer und deutscher Fußballspieler
- Herrmann, Gunter (1938–2019), deutscher freischaffender Maler und Graphiker sowie Restaurator
- Herrmann, Günter (1939–2023), deutscher Fußballspieler
- Herrmann, Günter K. (* 1949), deutscher Entwicklungshelfer
- Herrmann, Günther (1908–2004), deutscher Jurist und SS-Führer
- Herrmann, Gustav (1908–1977), österreichischer Bezirkshauptmann
- Herrmann, Gustav Friedrich (1836–1907), deutscher Maschinenbauingenieur und Rektor der RWTH Aachen
- Herrmann, Gustav Siegfried (1879–1921), österreichischer Bildhauer
- Herrmann, Gustel (* 1906), deutsche Leichtathletin

###### Herrmann, H
- Herrmann, Halina (* 1938), polnisch-deutsche Leichtathletin
- Herrmann, Hans (1858–1942), deutscher Landschafts- und Genremaler des Realismus und deutschen Impressionismus
- Herrmann, Hans (1889–1959), deutscher Politiker (BVP, NSDAP, CSU), MdR, MdL und Bürgermeister von Regensburg
- Herrmann, Hans (1891–1968), Schweizer Skilangläufer
- Herrmann, Hans (1924–2002), deutscher Politiker (SPD), MdL
- Herrmann, Hans (* 1928), deutscher AutorennfahrerHans Herrmann (* 1928)

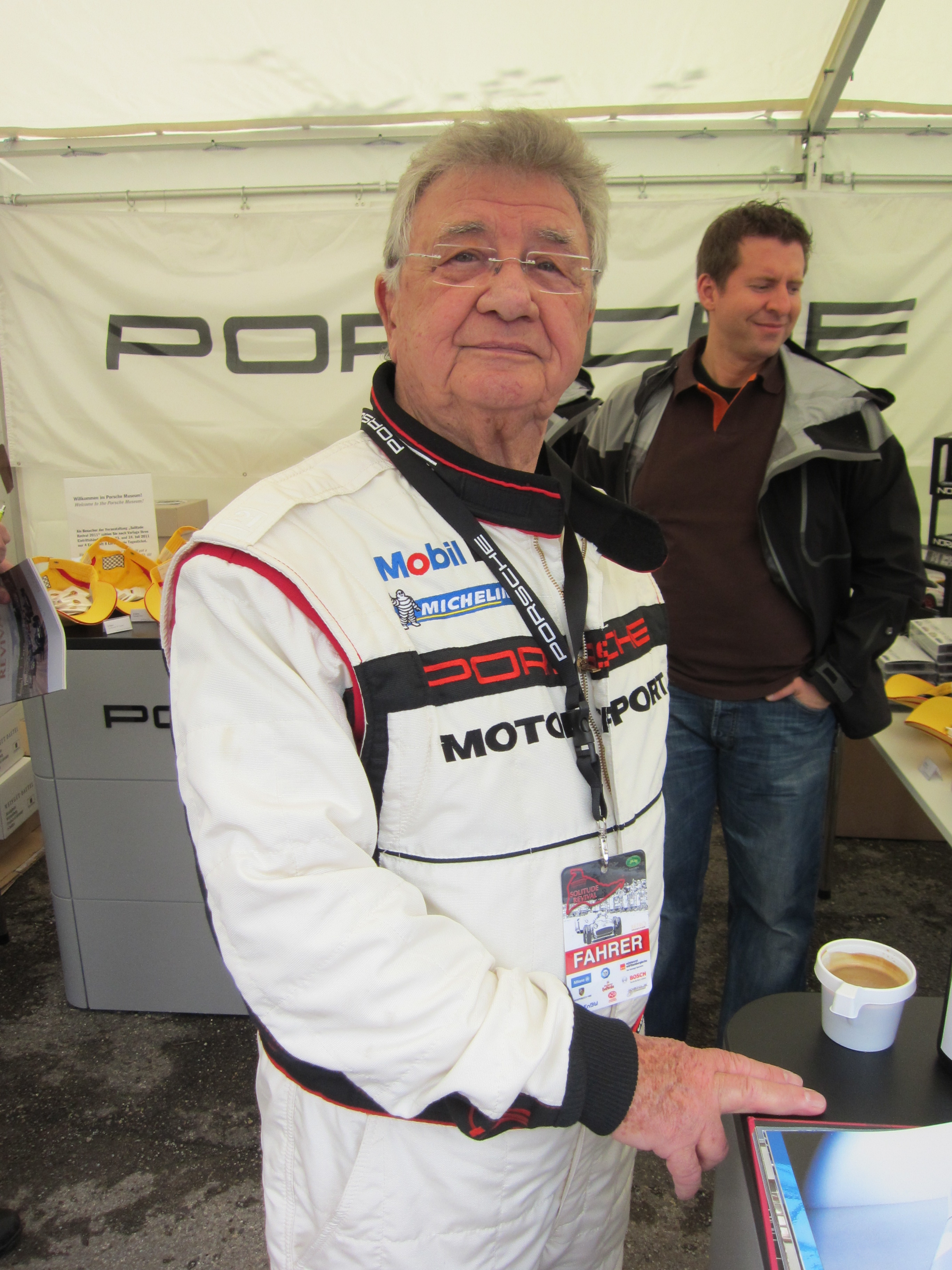
Hans Herrmann (* 1928)

- Herrmann, Hans (* 1963), Schweizer Journalist, Schriftsteller und Theaterautor
- Herrmann, Hans Joachim (* 1931), deutscher Althistoriker
- Herrmann, Hans Jürgen (* 1954), deutscher Physiker
- Herrmann, Hans Otto (1799–1834), deutscher Lithograf und Landschaftsmaler
- Herrmann, Hans Peter (1929–2025), deutscher Germanist
- Herrmann, Hans-Christian (* 1964), deutscher Historiker und Archivar
- Herrmann, Hans-Christian von (* 1963), deutscher Literaturwissenschaftler
- Herrmann, Hans-Georg (1935–2001), deutscher Sportpädagoge, Hochschullehrer

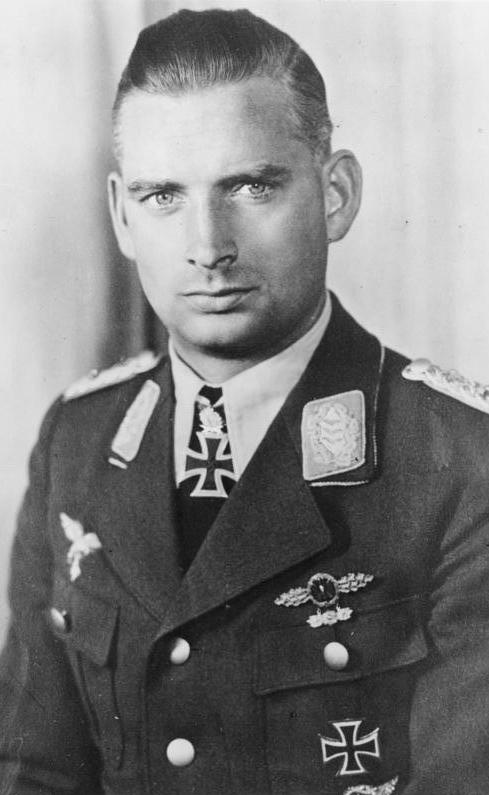
Hans-Joachim Herrmann (1913–2010)

- Herrmann, Hans-Joachim (1913–2010), deutscher Kampf- und Jagdflieger, RechtsanwaltHans-Joachim Herrmann (1913–2010)
- Herrmann, Hans-Joachim (* 1958), deutscher Biologe und Sachbuchautor
- Herrmann, Hans-Jürgen (* 1958), deutscher Fotograf und Fotodesigner
- Herrmann, Hans-Volkmar (1922–1998), klassischer Archäologe
- Herrmann, Hans-Walter (* 1930), deutscher Historiker und Archivar
- Herrmann, Harald (* 1944), deutscher Rechtswissenschaftler
- Herrmann, Harry (1909–1995), deutscher Offizier, zuletzt Oberst der Bundeswehr
- Herrmann, Harry (* 1930), deutscher Oberst im Ministerium für Staatssicherheit (MfS) der DDR
- Herrmann, Hartmut (* 1961), deutscher Chemiker und Hochschullehrer
- Herrmann, Heiko (* 1953), deutscher Maler und Bildhauer
- Herrmann, Heinrich (1821–1889), deutscher Architekt und preußischer Baubeamter
- Herrmann, Heinz (* 1938), deutscher Fußballspieler
- Herrmann, Helene (1877–1944), deutsche Lehrerin und Literaturwissenschaftlerin
- Herrmann, Herbert (* 1941), deutsch-schweizerischer SchauspielerHerbert Herrmann (* 1941)

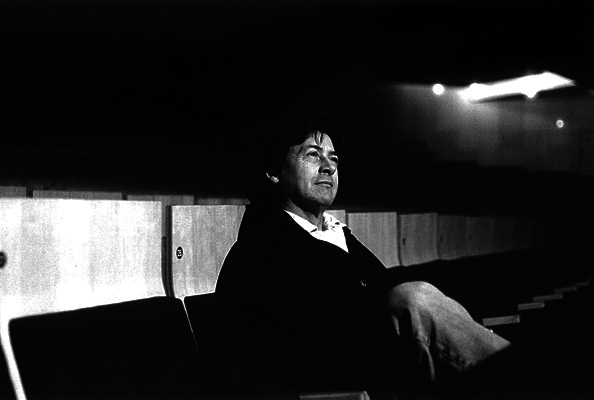
Herbert Herrmann (* 1941)

- Herrmann, Holger (1942–2014), deutscher Maler und Grafiker
- Herrmann, Horst (1906–1973), deutscher Mathematiker und Hochschullehrer
- Herrmann, Horst (1940–2017), deutscher Kirchenrechtler, Kirchenkritiker, Soziologe und Autor
- Herrmann, Hugo (1879–1943), deutscher Politiker (DDP), MdR
- Herrmann, Hugo (1887–1940), zionistischer Autor und Verleger
- Herrmann, Hugo (1896–1967), deutscher Komponist, Organist und Chorleiter

###### Herrmann, I
- Herrmann, Ignát (1854–1935), tschechischer Schriftsteller, Humorist und Redakteur
- Herrmann, Immanuel (1870–1945), sozialdemokratischer Politiker

###### Herrmann, J
- Herrmann, Jahn (* 2001), deutscher Fußballspieler
- Herrmann, Jakob (1784–1837), deutscher Verwaltungsbeamter
- Herrmann, Jakob (* 1987), österreichischer Gleitschirm-Pilot und Skibergsteiger
- Herrmann, Jana (* 1991), deutsche Jugendverbandsfunktionärin, Bundesvorsitzende der Sozialistischen Jugend Deutschlands – Die Falken
- Herrmann, Jelena (* 1999), deutsche Schauspielerin
- Herrmann, Jens, Moderator
- Herrmann, Jesaja (* 2000), deutsch-ghanaischer Fußballspieler
- Herrmann, Jim (* 1960), American-Football-Spieler und -Trainer
- Herrmann, Joachim (1928–1992), deutscher Politiker (SED), MdV, ZK-Mitglied und Chefredakteur des ND
- Herrmann, Joachim (1930–2016), deutscher Maler, Archäologe und früherer Kunstpädagoge in Hettstedt und Helfta (Sachsen-Anhalt)
- Herrmann, Joachim (1931–2024), deutscher Astronom und Buchautor der Astronomie und Weltraumforschung
- Herrmann, Joachim (1932–2010), deutscher Prähistoriker
- Herrmann, Joachim (1933–2022), deutscher Rechtswissenschaftler
- Herrmann, Joachim (* 1956), deutscher Bankmanager
- Herrmann, Joachim (* 1956), deutscher Politiker (CSU), MdLJoachim Herrmann (* 1956)

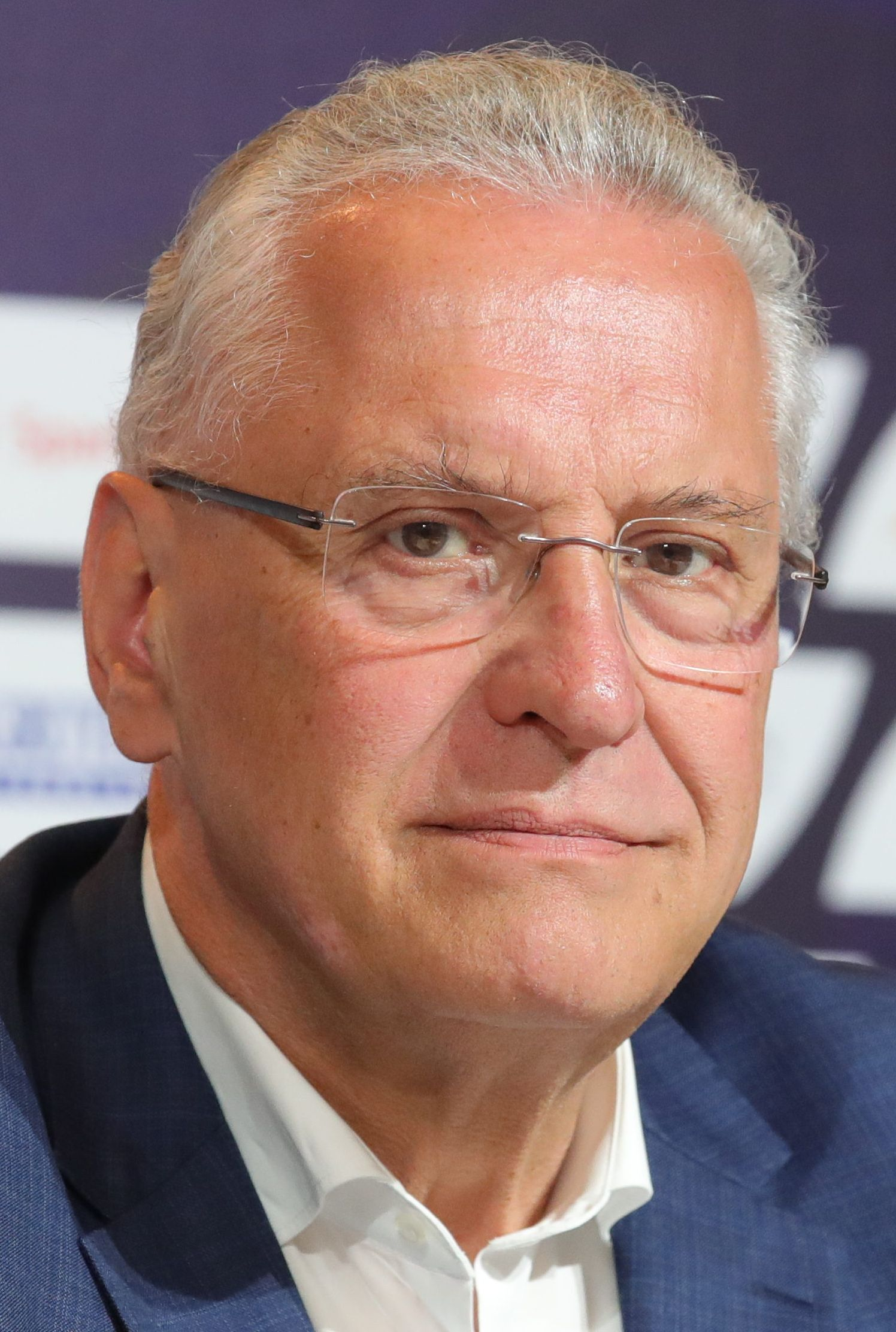
Joachim Herrmann (* 1956)

- Herrmann, Johann Friedrich von (1739–1818), preußischer Generalmajor und zuletzt Kommandant der Festung Pillau
- Herrmann, Johann Georg (1865–1932), deutscher Bauingenieur
- Herrmann, Johann Gottlieb (1813–1882), deutscher Oberamtsaktuar und Oberamtmann
- Herrmann, Johann Heinrich von (1766–1849), preußischer Generalmajor
- Herrmann, Johannes († 1807), deutscher Maler
- Herrmann, Johannes (1880–1960), deutscher evangelischer Theologe, Alttestamentler und Hochschullehrer
- Herrmann, Johannes (* 1884), deutsch-russischer römisch-katholischer Geistlicher und Märtyrer
- Herrmann, Johannes (1918–1987), deutscher Jurist und Mitglied des Bayerischen Senats
- Herrmann, Johannes Karl (1893–1962), deutscher Bildhauer, Grafiker und Maler
- Herrmann, Johannes M. (* 1964), deutscher Zellbiologe und Biochemiker
- Herrmann, Jörg (* 1941), deutscher Silhouettenfilmer und Trickfilmproduzent
- Herrmann, Jörg (* 1958), deutscher evangelischer Theologe und Autor
- Herrmann, Jörg Michael (1944–2010), deutscher Arzt
- Herrmann, Josef (1903–1955), deutscher Opernsänger
- Herrmann, Josef von (1836–1914), deutscher Politiker
- Herrmann, Joseph (1800–1869), deutscher Bildhauer
- Herrmann, Julian (* 1995), deutscher Politiker (CDU)
- Herrmann, Julie (1823–1889), deutsche Schauspielerin
- Herrmann, Julius (* 1847), deutscher Rektor und Politiker (DHP), MdR
- Herrmann, Julius (1889–1977), österreichischer Militärkapellmeister
- Herrmann, Julius E. (1883–1945), deutscher Bühnen- und Filmschauspieler und Theaterregisseur
- Herrmann, Jürgen (* 1943), deutscher Rundfunkmoderator
- Herrmann, Jürgen (1962–2012), deutscher Politiker (CDU), MdB
- Herrmann, Jutta Maria (* 1957), deutsche Krimiautorin

###### Herrmann, K
- Herrmann, Karin (1936–2018), deutsche Physikerin
- Herrmann, Karl, kanadischer Kameramann und Fotograf
- Herrmann, Karl (1797–1874), deutscher Kaufmann, Historiker und Geograph
- Herrmann, Karl († 1881), deutscher Maler und Radierer
- Herrmann, Karl (1882–1951), Landrat des Landkreises Kassel, Mitglied des Provinziallandtages der Provinz Hessen-Nassau
- Herrmann, Karl von (1794–1876), preußischer General der Infanterie
- Herrmann, Karl-Ernst (1936–2018), deutscher Bühnenbildner, Kostümbildner und Opernregisseur
- Herrmann, Karl-Heinz (* 1954), deutscher Fußballspieler
- Herrmann, Katharina (* 1985), deutsche Schriftstellerin
- Herrmann, Kathrin, europäische Fachtierärztin für Tierschutz, Tierethik und TierschutzrechtKathrin Herrmann

Kathrin Herrmann

- Herrmann, Kay (* 1967), deutscher Philosoph, Physiker, Lehrer und Autor
- Herrmann, Keith (1952–2021), US-amerikanischer Musical-Komponist
- Herrmann, Kerstin (* 1973), deutsche Juristin und Richterin
- Herrmann, Klaus (1903–1972), deutscher Schriftsteller
- Herrmann, Klaus (1940–2015), deutscher Bauforscher
- Herrmann, Klaus (* 1957), deutscher Judaist
- Herrmann, Klaus (* 1959), deutscher Politiker (CDU), MdL
- Herrmann, Klaus (* 1960), deutscher Politiker (AfD), MdL
- Herrmann, Klaus Jürgen (1947–2016), deutscher Historiker, Autor und Stadtarchivar in Schwäbisch Gmünd
- Herrmann, Kolja (* 1997), deutscher Fußballspieler
- Herrmann, Konrad (1929–2017), katholischer Geistlicher, Domherr von Gorzów Wielkopolski
- Herrmann, Konrad (* 1948), deutscher Regisseur und Produzent
- Herrmann, Kurt (1888–1959), deutscher Architekt, Verleger und Industrieller
- Herrmann, Kurt (1903–1950), deutscher Politiker (LDP)
- Herrmann, Kurt (* 1950), deutscher Militär

###### Herrmann, L
- Herrmann, Lars (* 1965), deutscher Kinderdarsteller
- Herrmann, Lars (* 1977), deutscher Politiker (AfD, parteilos)
- Herrmann, Lena (* 1994), deutsche Sportkletterin
- Herrmann, Léo (1853–1927), französischer antiklerikaler Maler
- Herrmann, Leo (1888–1951), tschechoslowakischer Journalist deutscher Sprache
- Herrmann, Lilia (* 2001), deutsche Schauspielerin
- Herrmann, Liselotte (1909–1938), kommunistische WiderstandskämpferinLiselotte Herrmann (1909–1938)

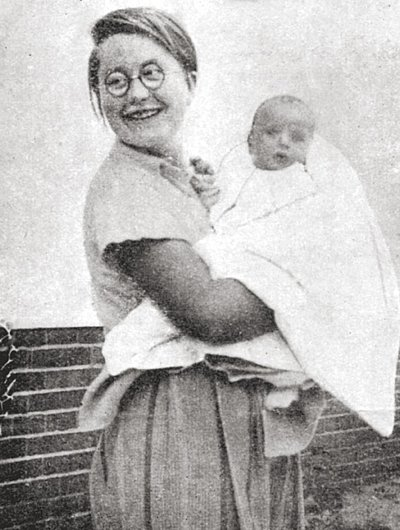
Liselotte Herrmann (1909–1938)

- Herrmann, Louis (1861–1940), deutscher Lehrer und Politiker (Deutschkonservative Partei, DNVP), MdL
- Herrmann, Luca (* 1999), deutscher Fußballspieler
- Herrmann, Ludolf (1936–1986), deutscher Journalist und Chefredakteur

###### Herrmann, M
- Herrmann, Mandy (* 1964), deutsche Malerin
- Herrmann, Manfred (1932–1997), deutscher Mathematiker
- Herrmann, Marcel (* 1987), deutscher Volleyballspieler
- Herrmann, Marie-Luise (* 1992), deutsche Fußballspielerin
- Herrmann, Martin (1871–1926), deutscher Architekt, Baubeamter und Hochschullehrer
- Herrmann, Martin (1895–1976), deutscher Zahnarzt
- Herrmann, Martin (1899–1975), erzgebirgischer Mundartdichter
- Herrmann, Martin (* 1919), deutscher DBD-Funktionär, MdV
- Herrmann, Martin (* 1956), deutscher Biologe, Immunologe
- Herrmann, Martin (* 1966), deutscher Koch
- Herrmann, Martin (* 1970), deutscher Schwimmer
- Herrmann, Martin, deutscher Kabarettist und Mitherausgeber der Zeitschrift Pardon
- Herrmann, Mathias (* 1962), deutscher Schauspieler
- Herrmann, Matthäus (1879–1959), deutscher Politiker (SPD), MdL, MdB
- Herrmann, Matthias (1870–1944), österreichischer Politiker (SdP), Abgeordneter zum Nationalrat
- Herrmann, Matthias (* 1955), deutscher Musikwissenschaftler und Hochschullehrer
- Herrmann, Matthias (1961–2007), deutscher Archivar
- Herrmann, Matthias (* 1963), deutscher Balletttänzer, Fotograf und Professor an der Akademie der bildenden Künste in Wien
- Herrmann, Max (1865–1942), deutscher Theaterwissenschaftler
- Herrmann, Max (1885–1915), deutscher Sprinter
- Herrmann, Max (1908–1999), deutscher Maler und Keramiker
- Herrmann, Max-Henri (* 1994), französisch-deutscher Handballtorwart
- Herrmann, Maximiano Augusto (1838–1913), portugiesischer Telegraphentechniker und Erfinder
- Herrmann, Melanie (* 1989), deutsch-österreichische Handballspielerin
- Herrmann, Michael (* 1944), deutscher Kultur- und Musikmanager
- Herrmann, Michael (* 1973), Schweizer Politiker (FDP)
- Herrmann, Mirja (* 1981), deutsche Fußballspielerin
- Herrmann, Monika (* 1964), deutsche Politikerin (Bündnis 90/Die Grünen)
- Herrmann, Moritz (* 1987), deutscher Journalist und Autor

###### Herrmann, N
- Herrmann, Nadine (* 1995), deutsche SkilangläuferinNadine Herrmann (* 1995)

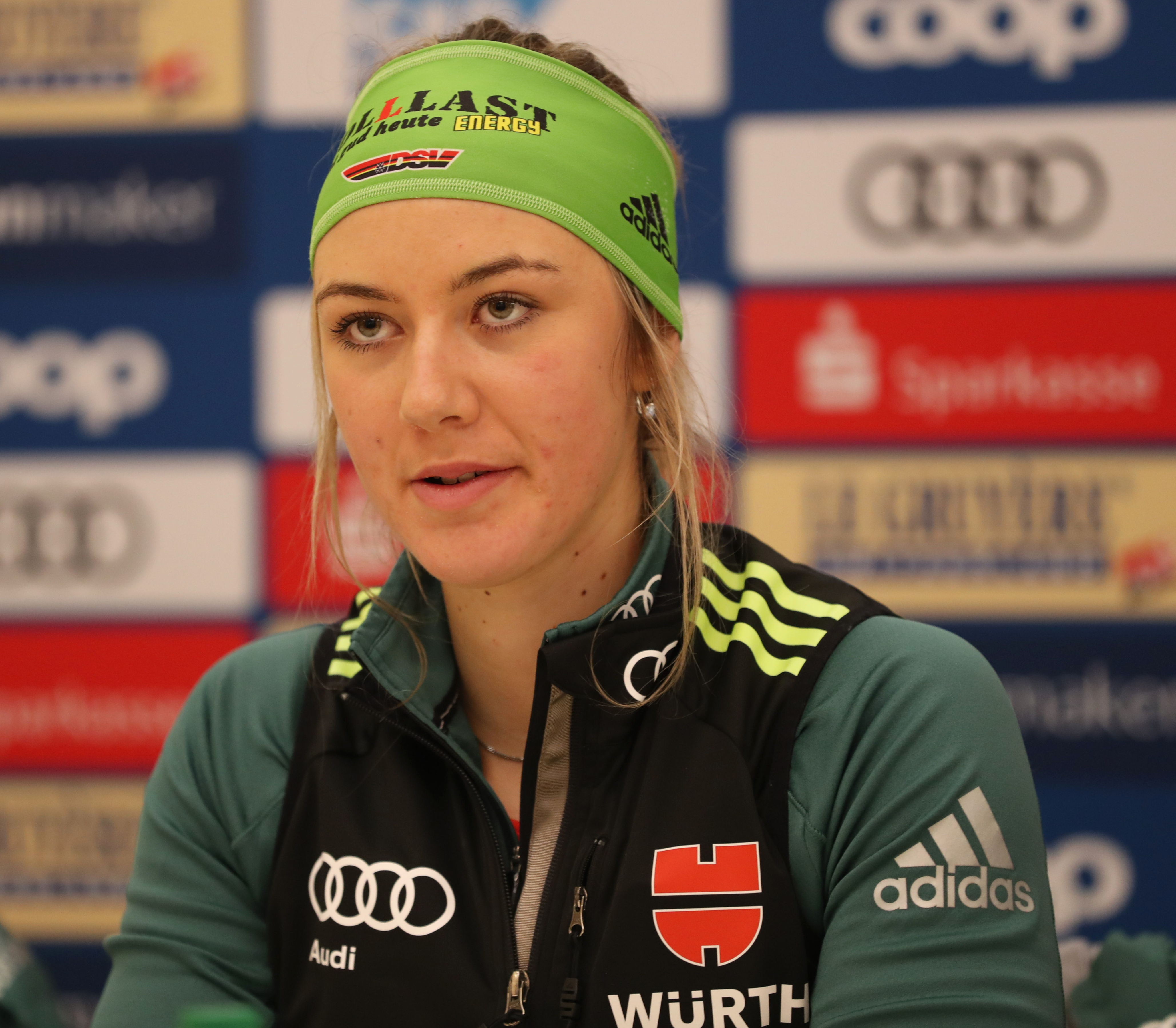
Nadine Herrmann (* 1995)

- Herrmann, Ned (1922–1999), US-amerikanischer Kreativitätsforscher
- Herrmann, Norbert (* 1943), deutscher Mathematiker

###### Herrmann, O
- Herrmann, Oliver (1963–2003), deutscher Fotograf, Film- und Theaterregisseur
- Herrmann, Oskar (1906–1999), deutscher Unternehmer und Sportschützen-Funktionär
- Herrmann, Otto (1889–1976), sächsischer Abgeordneter
- Herrmann, Otto (1890–1965), Schweizer Politiker (SP)
- Herrmann, Otto (1899–1995), deutscher Maler und Grafiker

###### Herrmann, P
- Herrmann, Patrick (* 1988), deutscher Fußballspieler
- Herrmann, Patrick (* 1991), deutscher FußballspielerPatrick Herrmann (* 1991)

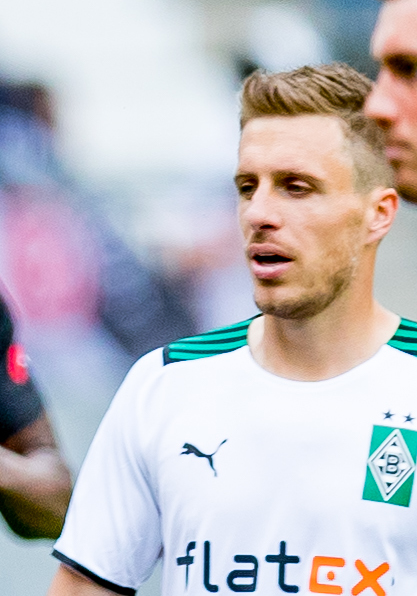
Patrick Herrmann (* 1991)

- Herrmann, Paul (1859–1935), deutscher Klassischer Archäologe
- Herrmann, Paul (1864–1946), deutscher Maler und Radierer
- Herrmann, Paul (1866–1930), deutscher Mediävist
- Herrmann, Paul (1892–1974), deutscher Generalmajor
- Herrmann, Paul (1898–1980), deutscher Offizier, zuletzt Generalmajor der Bundeswehr
- Herrmann, Paul, deutscher Sozialdemokrat, Politiker (SPD), MdL Sächsischer Landtag (Weimarer Republik)
- Herrmann, Paul (1913–2015), deutscher Politiker (CDU), Bürgermeister und Landrat, MdL (Baden-Württemberg)
- Herrmann, Paul (* 1985), deutscher Shorttracker
- Herrmann, Paul von (1857–1921), deutscher Jurist; Präsident des Preußischen Oberverwaltungsgerichts
- Herrmann, Peter (1828–1902), deutscher Beamter, Politiker (Nationalliberale Partei) und Landtagsabgeordneter des Großherzogtums Hessen
- Herrmann, Peter (1927–2002), deutscher Althistoriker und Epigraphiker
- Herrmann, Peter (* 1937), deutscher Maler
- Herrmann, Peter (* 1941), deutscher Judoka
- Herrmann, Peter (1941–2015), deutscher Komponist und Hochschullehrer
- Herrmann, Peter (* 1948), österreichischer Musiker und Filmkomponist
- Herrmann, Peter (* 1954), deutscher Filmproduzent
- Herrmann, Peter (* 1961), deutscher Musiker, Komponist und Musikproduzent
- Herrmann, Philipp (1899–1968), deutscher Maler und Restaurator
- Herrmann, Philipp (* 2003), deutscher Volleyballspieler

###### Herrmann, R
- Herrmann, Ralf (* 1956), deutscher Komponist und Musikpädagoge
- Herrmann, Ralph (* 1949), deutscher Maler, Grafiker und Bildhauer
- Herrmann, Reimer (1938–2003), deutscher Hydrologe und Hochschullehrer
- Herrmann, Reinhold (1886–1953), deutscher Pädagoge und Heimatforscher
- Herrmann, Richard (1895–1941), deutscher Polizist und Sportfunktionär
- Herrmann, Richard (1923–1962), deutscher Fußballspieler
- Herrmann, Richard (1945–2014), deutscher Offizier und Unternehmer
- Herrmann, Robert (* 1993), deutscher Fußballspieler
- Herrmann, Roland (* 1948), deutscher Diplomat
- Herrmann, Roland (* 1967), Schweizer Schauspieler und Sänger
- Herrmann, Rudolf (1875–1952), deutscher evangelischer Theologe, Archivar und Kirchenhistoriker
- Herrmann, Rudolf (1913–2010), deutscher Jurist und Hochschullehrer (Straf-, Strafprozess- und Gerichtsverfassungsrecht)
- Herrmann, Rudolf (* 1936), deutscher Physiker

###### Herrmann, S
- Herrmann, Sabine (* 1933), deutsche Rechtsanwältin und Notarin
- Herrmann, Sabine (* 1961), deutsche Künstlerin
- Herrmann, Sebastian (* 1974), deutscher Journalist und Autor
- Herrmann, Sebastian (* 1977), deutscher Schauspieler und Filmemacher
- Herrmann, Siegfried (1886–1971), deutscher Polizeibeamter und Fußballfunktionär
- Herrmann, Siegfried (1926–1999), deutscher evangelischer Theologe, Alttestamentler und Ägyptologe
- Herrmann, Siegfried (1932–2017), deutscher Leichtathlet und Olympiateilnehmer
- Herrmann, Siegfried (* 1942), österreichischer Politiker (SPÖ), Landtagsabgeordneter, Mitglied des Bundesrates
- Herrmann, Sigrid (* 1964), deutsche Bloggerin
- Herrmann, Simon (* 1985), deutscher Weltmeister im Wasserskislalom
- Herrmann, Sina (* 2001), deutsche Tennisspielerin
- Herrmann, Stefan (* 1964), deutscher Radsportler
- Herrmann, Svenja (* 1973), Schweizer Schriftstellerin

###### Herrmann, T
- Herrmann, Thaddeus (* 1972), deutscher Musiker, Musik- und Technikjournalist sowie Labelbetreiber
- Herrmann, Theo (1907–1989), deutscher Opernsänger und Tenor
- Herrmann, Theo (1929–2013), deutscher Psychologe
- Herrmann, Theodor (1881–1926), deutscher Maler, Zeichner und Grafiker des Impressionismus und des Jugendstils
- Herrmann, Theodor (* 1921), deutscher Fußballspieler
- Herrmann, Thomas (1952–2018), deutscher Autor und Drehbuchautor
- Herrmann, Thomas (* 1955), deutscher Fußball-Kommentator
- Herrmann, Thomas (* 1965), deutscher Fotograf und Fernsehregisseur
- Herrmann, Thorsten (* 1964), deutscher Kommunalpolitiker (CDU), Bürgermeister
- Herrmann, Timo Jouko (* 1978), deutscher Komponist, Musikwissenschaftler und Dirigent
- Herrmann, Tobias (* 1981), deutscher Schauspieler
- Herrmann, Torsten (* 1981), deutscher Komponist

###### Herrmann, U
- Herrmann, Ulrich (* 1939), deutscher Pädagoge
- Herrmann, Ulrich (1950–2015), deutscher Erziehungswissenschaftler
- Herrmann, Ulrich (* 1959), deutscher Drehbuchautor, Publizist und Fernsehfilmredakteur
- Herrmann, Ulrich (* 1960), deutscher Jurist und Richter am Bundesgerichtshof
- Herrmann, Ulrike (* 1964), deutsche Wirtschaftsjournalistin und PublizistinUlrike Herrmann (* 1964)

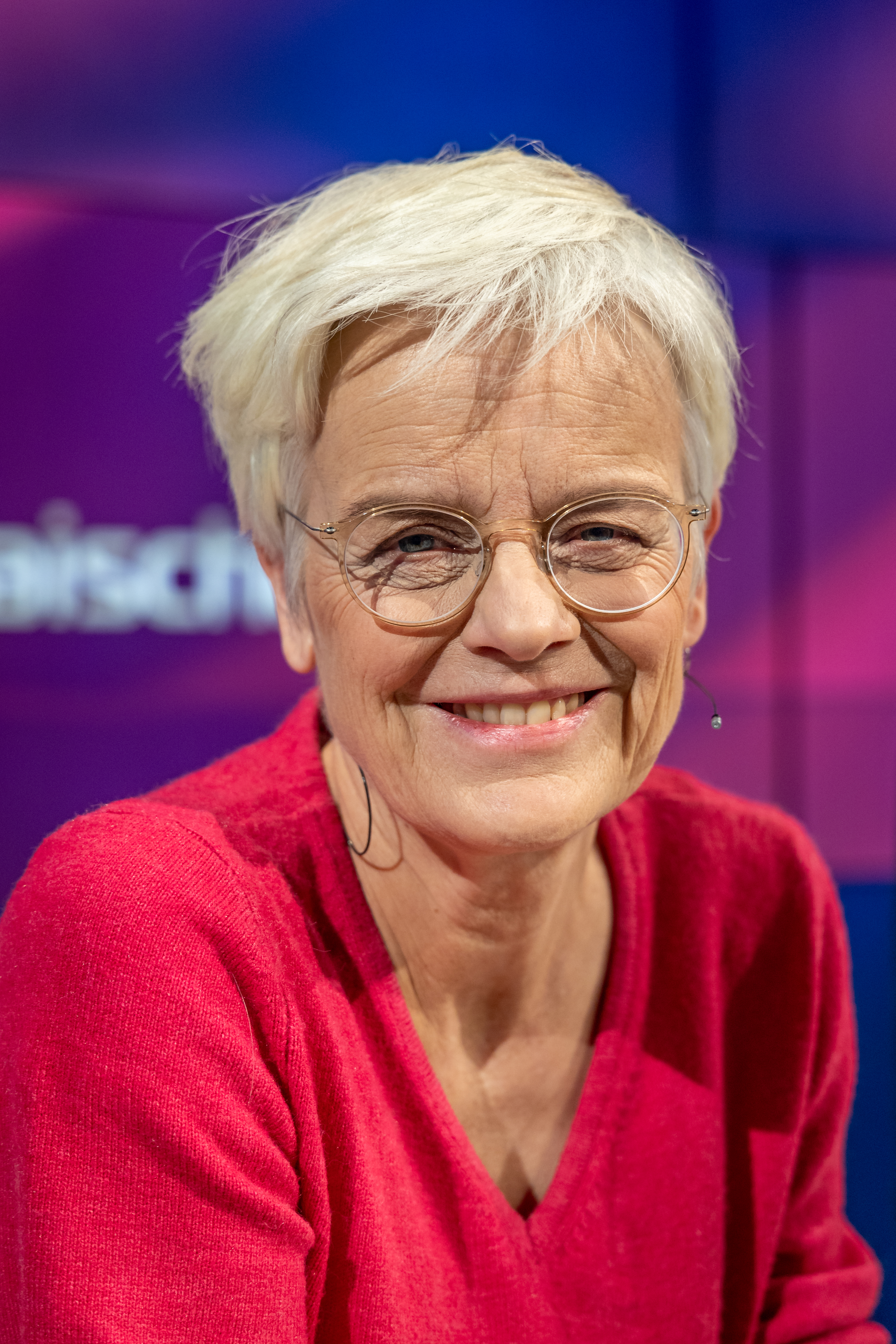
Ulrike Herrmann (* 1964)

- Herrmann, Uwe (* 1962), deutscher Brautmodenverkäufer

###### Herrmann, V
- Herrmann, Victoria (* 1969), deutsche Fernsehmoderatorin
- Herrmann, Volker (1966–2021), deutscher evangelischer Theologe
- Herrmann, Volker (* 1967), deutscher Mittelalterarchäologe und Bauforscher

###### Herrmann, W
- Herrmann, Walter (1896–1972), deutscher Sozialpädagoge und Hochschullehrer
- Herrmann, Walter (1910–1987), deutscher Physiker
- Herrmann, Walter (* 1915), deutscher Seeoffizier, zuletzt Kapitän zur See der Bundesmarine
- Herrmann, Walter (1939–2016), deutscher Aktivist
- Herrmann, Wálter (* 1979), argentinischer Basketballspieler
- Herrmann, Walther (1884–1979), deutscher Lehrer und Heimatforscher
- Herrmann, Widukind (1936–2011), deutscher Fußballschiedsrichter
- Herrmann, Wiebke (* 1987), deutsche bildende Künstlerin
- Herrmann, Wilhelm (1846–1922), deutscher evangelischer Theologe
- Herrmann, Willi (1897–1944), deutscher Widerstandskämpfer gegen den Nationalsozialismus
- Herrmann, Willi A. (1893–1968), deutscher Filmarchitekt
- Herrmann, Willy (1917–1992), Schweizer Politiker (FDP)
- Herrmann, Wolf-Dieter (* 1950), deutscher Fernsehmoderator
- Herrmann, Wolfgang (1904–1945), deutscher Bibliothekar und Nationalsozialist
- Herrmann, Wolfgang (* 1938), deutscher Politiker (SPD), MdL
- Herrmann, Wolfgang (* 1939), deutscher SED- und DKP-Funktionär
- Herrmann, Wolfgang (* 1950), deutscher Sänger, Komponist, Texter und Arrangeur
- Herrmann, Wolfgang A. (* 1948), deutscher Chemiker, Präsident der TU MünchenWolfgang A. Herrmann (* 1948)

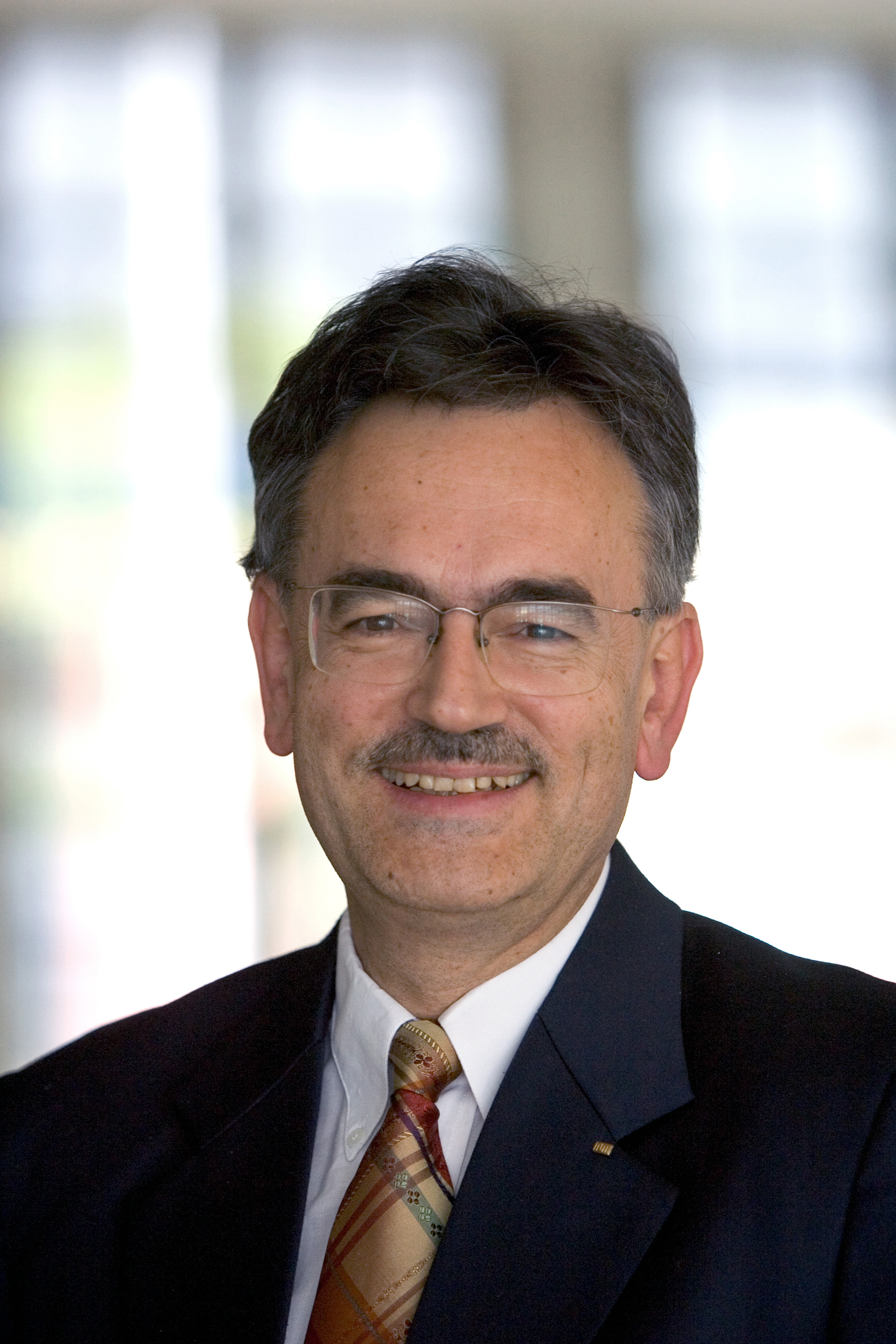
Wolfgang A. Herrmann (* 1948)

- Herrmann, Wolfgang Siegfried (* 1944), deutscher Psycholinguist und Hochschullehrer

###### Herrmann, Z
- Herrmann, Zacharias (1834–1896), österreichischer und tschechischer Baumeister und Politiker

##### Herrmann-

###### Herrmann-B
- Herrmann-Bernhofer, Käthe (1918–1997), österreichische Malerin

###### Herrmann-C
- Herrmann-Conrady, Lily (1901–1992), deutsche Malerin und Grafikerin

###### Herrmann-K
- Herrmann-Kaufmann, Maria (1921–2008), Schweizer Kunstmalerin

###### Herrmann-N
- Herrmann-Neiße, Max (1886–1941), deutscher Schriftsteller, Dichter und Dramatiker

###### Herrmann-O
- Herrmann-Otto, Elisabeth (* 1948), deutsche Althistorikerin

###### Herrmann-P
- Herrmann-Pillath, Carsten (* 1959), deutscher Volkswirt und Sinologe

###### Herrmann-R
- Herrmann-Ries, Luise (1904–1971), deutsche Politikerin (KPD) und Frauenrechtlerin

###### Herrmann-T
- Herrmann-Togo, Günter (1916–1999), deutscher Verbandsfunktionär

###### Herrmann-W
- Herrmann-Wick, Denise (* 1988), deutsche SkilangläuferinDenise Herrmann-Wick (* 1988)

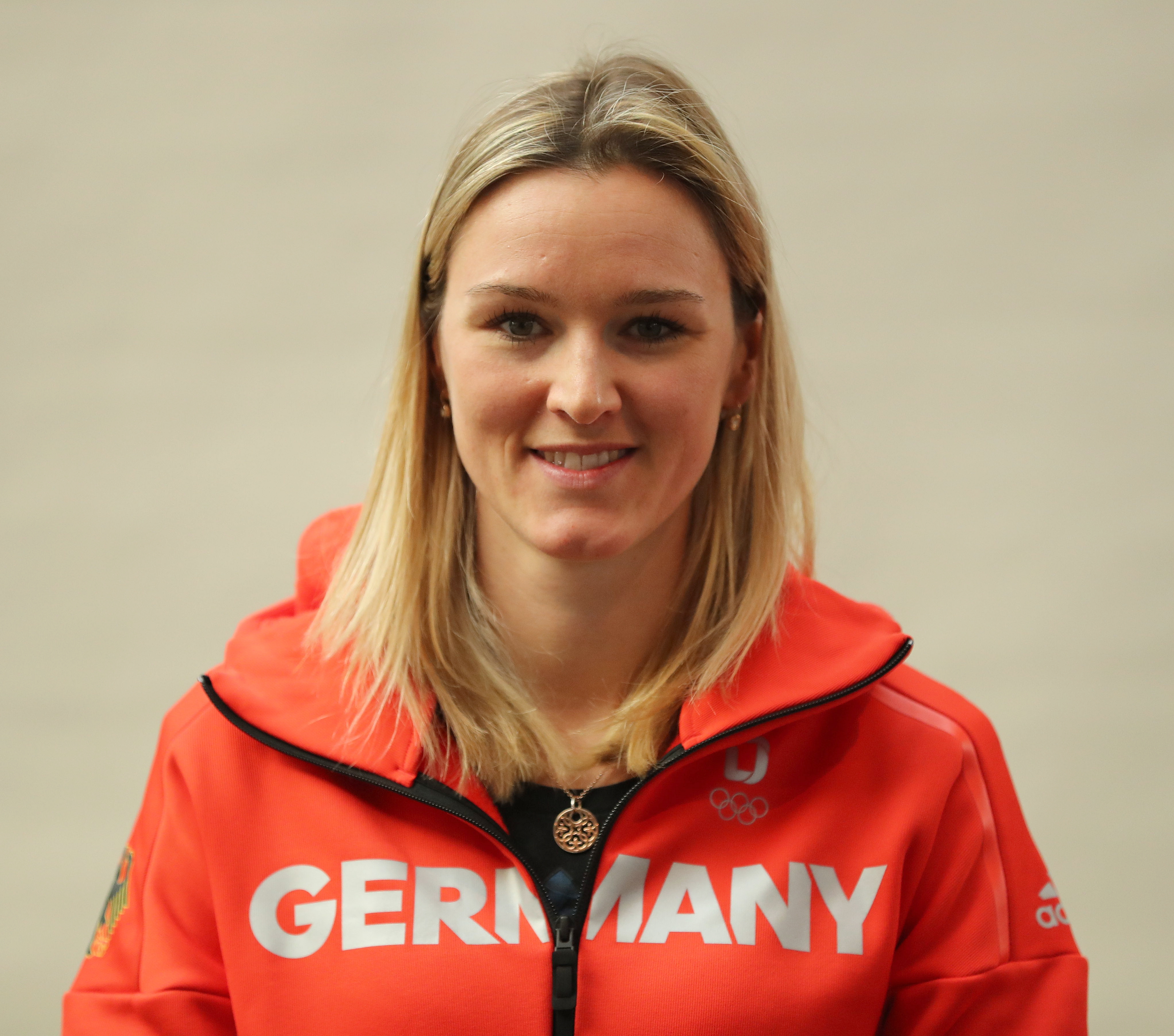
Denise Herrmann-Wick (* 1988)

- Herrmann-Winter, Renate (* 1933), deutsche Germanistin und emeritierte Professorin für niederdeutsche Sprache

##### Herrmanns
- Herrmanns, Heinrich (* 1939), deutscher Theologe, Landesbischof der Evangelisch-Lutherischen Kirche in Schaumburg-Lippe
- Herrmanns, Robert (* 1989), deutscher Schauspieler
- Herrmannsdörfer, Benno (1916–2005), deutscher Jurist und Politiker (NPD), MdL
- Herrmannsdörfer, Heinz (1923–1999), deutscher Musiker und Komponist
- Herrmannsen, August Nicolaus (1807–1854), deutscher Arzt und Malakologe

### Herrn
- Herrndobler, Ilse (1939–2012), deutsche Lehrerin und Autorin
- Herrndorf, Fritz (* 1950), deutscher Fußballtorhüter
- Herrndorf, Wolfgang (1965–2013), deutscher Schriftsteller, Maler und IllustratorWolfgang Herrndorf (1965–2013)

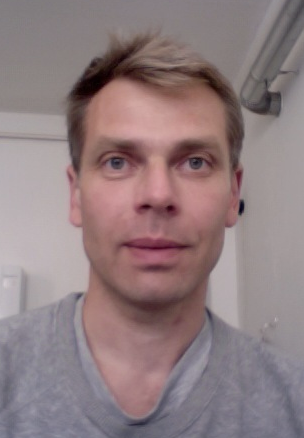
Wolfgang Herrndorf (1965–2013)

- Herrnfeld, Anton (1866–1929), Schauspieler, Autor und Theaterleiter
- Herrnfeld, Donat (1867–1916), Schauspieler, Autor und Theaterleiter
- Herrnfeld, Frank P. (1904–1981), deutsch-amerikanischer Ingenieur, Erfinder und technischer Entwickler
- Herrnhof, Hugo (* 1964), italienischer Shorttracker
- Herrnkind, Kerstin (* 1965), deutsche Journalistin und Autorin
- Herrnleben, Albert (* 1972), deutscher Kabarettist und Puppenspieler
- Herrnleben, Florian (* 1982), deutscher Puppenspieler, Kabarettist und Hörspielsprecher
- Herrnreiter, Georg (1891–1916), deutscher Scharfschütze im Ersten Weltkrieg
- Herrnreither, Richmunda (1868–1959), Äbtissin des Klosters Waldsassen
- Herrnring, Otto (1858–1921), deutscher Architekt und kommunaler Baubeamter
- Herrnritt, Rudolf (1865–1945), österreichischer Jurist und Höchstrichter
- Herrnschmidt, Georg Ludwig (1712–1779), deutscher evangelischer Theologe
- Herrnschmidt, Johann Daniel (1675–1723), deutscher evangelischer Theologe und Kirchenlieddichter
- Herrnsdorf, Marcel (* 1994), deutscher Schauspieler
- Herrnstadt, Georg (* 1948), österreichischer Musiker und Komponist
- Herrnstadt, Rudolf (1903–1966), deutscher Journalist und Politiker (KPD, SED), MdVRudolf Herrnstadt (1903–1966)

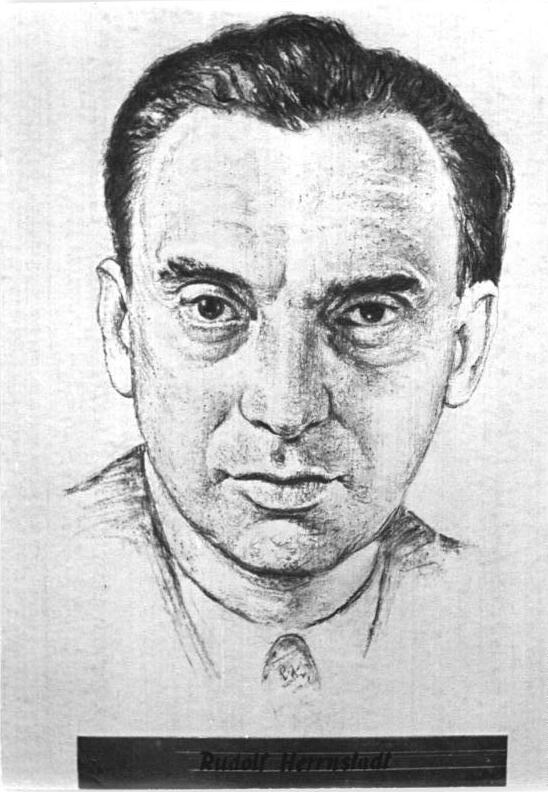
Rudolf Herrnstadt (1903–1966)

- Herrnstein, Richard (1930–1994), US-amerikanischer Psychologe

### Herro
- Herro, Tyler (* 2000), US-amerikanischer Basketballspieler
- Herröder, Sascha (* 1988), deutscher Fußballspieler
- Herrold, Charles (1875–1948), US-amerikanischer Rundfunkpionier
- Herrold, Dennis (1927–2002), US-amerikanischer Rockabilly-Musiker
- Herrold, Myha’la (* 1996), US-amerikanische Schauspielerin
- Herron, Bob (1924–2021), US-amerikanischer Schauspieler und Stuntman
- Herron, Camille (* 1981), US-amerikanische Trail- und Ultraläuferin
- Herron, Charles D. (1877–1977), US-amerikanischer Offizier, Generalleutnant der US-Army
- Herron, Denis (* 1952), kanadischer Eishockeyspieler
- Herron, Francis J. (1837–1902), US-amerikanischer General
- Herron, George D. (1862–1925), US-amerikanischer Geistlicher, Dozent, Schriftsteller und christlich-sozialistischer Aktivist.
- Herron, John (* 1994), schottischer Fußballspieler
- Herron, Kate (* 1987), britische Filmregisseurin und Drehbuchautorin
- Herron, Kevin, US-amerikanisch-deutscher American-Football-Trainer
- Herron, Mick (* 1963), englischer Schriftsteller
- Herron, Ron (1930–1994), britischer Architekt und Autor
- Herron, Séamus (* 1934), irischer Radrennfahrer
- Herron, Tim (* 1970), US-amerikanischer Golfer
- Herronen, Matti (* 1933), finnischer Radrennfahrer
- Herrosee, Karl Friedrich Wilhelm (1754–1821), deutscher Kirchenlieddichter und Schulgründer

### Herrs
- Herrscher, Erich (1897–1968), deutscher Gestapo-Mitarbeiter, SS-Führer
- Herrschmann, Johannes (* 1959), deutscher Theater- und FilmschauspielerJohannes Herrschmann (* 1959)

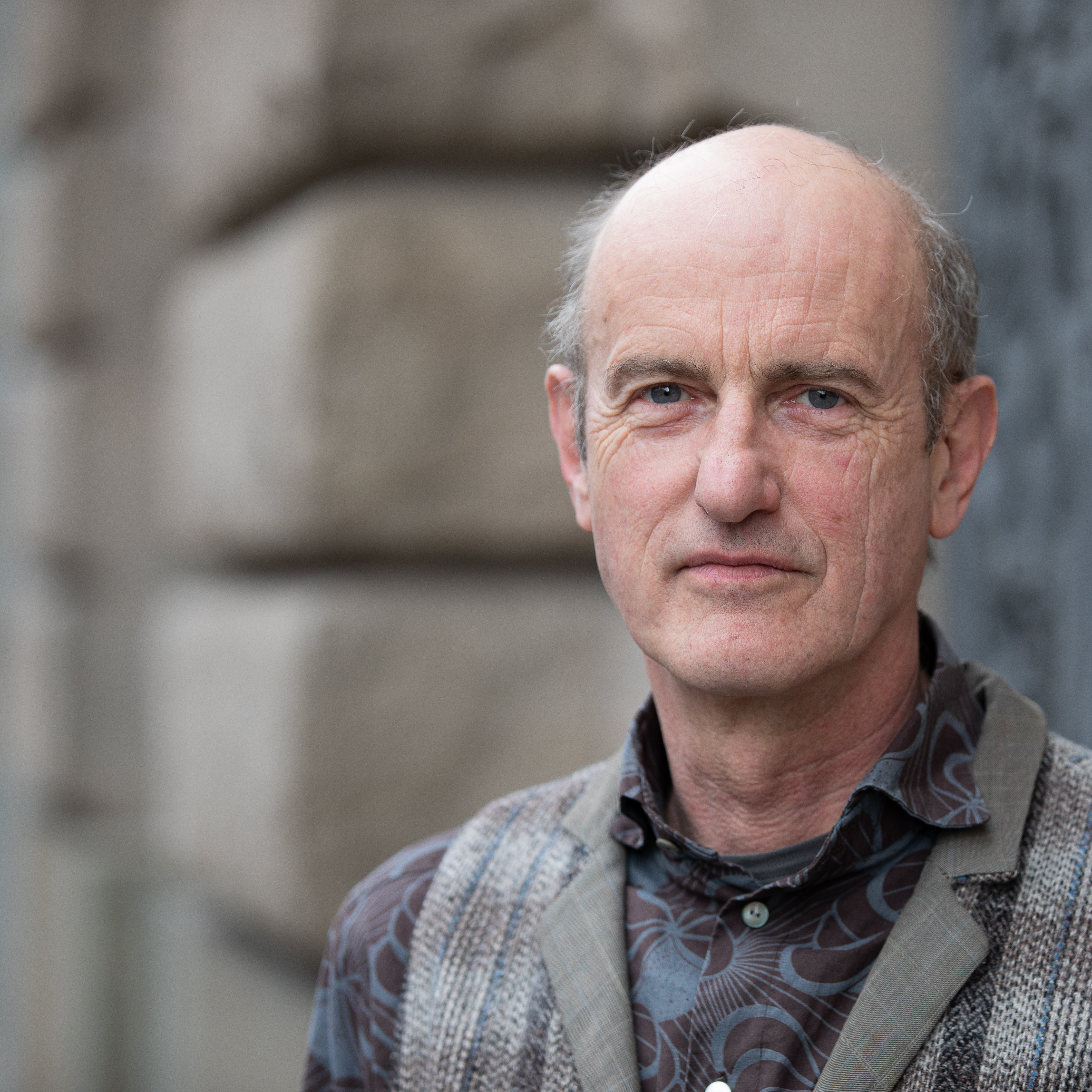
Johannes Herrschmann (* 1959)

### Herrt
- Herrtwich, Ralf Guido (* 1962), deutscher Informatiker

### Herrw
- Herrwerth, Heinrich (1914–2008), deutscher Leichtathlet

### Herry
- Herry, Jeanne (* 1978), französische Filmemacherin und Filmschauspielerin